# Walt Disney Animation Studios
A Walt Disney Animation Studios, anteriormente conhecida como Walt Disney Feature Animation e Disney Brothers Cartoon Studio, é um estúdio de animação americano sediado em Burbank que produz longas-metragens e curtas-metragens. Fundado em 16 de outubro de 1923 por Walt Disney e seu irmão mais novo Roy, é uma divisão da Walt Disney Studios e a primeira empresa da Disney. O estúdio já produziu 61 filmes animados, começando com Branca de Neve e os Sete Anões, lançado em dezembro de 1937, até o mais recente, Wish: o Poder dos Desejos, de 2023.
É conhecida pelo seu pioneirismo na indústria de longas-metragens de animação, havendo mundialmente influenciado outros estúdios através série de inovações, conceitos e princípios agora comuns na animação tradicional. O estúdio também é pioneiro na arte de storyboard, que é uma técnica-padrão em live-action e animação. Entre suas produções, estão as realizações mais relevantes relacionadas à Disney, com personagens originais como Mickey Mouse, Pato Donald, Pateta e Pluto tornando-se figuras relevantes na cultura popular e mascotes da Walt Disney Company como um todo.
A história do estúdio é normalmente dividida em fases por jornalistas e historiadores, embora não exista um consenso preciso quanto aos períodos. A sua Era de Ouro, em que a Disney se estabeleceu como pioneira no ramo, é considerada normalmente como a dos longas produzidos durante a vida de Walt Disney, e vão de Branca de Neve e os Sete Anões (1937) até The Jungle Book (1966). Outros dividem este período em três fases, pela não continuidade deste ápice: Era de Ouro (1937–1942), Tempos de Guerra (1943–1949) e Era de Prata (1950–1966). Após a morte de seu fundador e aposentadoria consecutiva dos chamados "Nove Anciões", a Disney foi considerada "perdida" e por certo tempo não conseguiu produzir grande sucessos, entrando em fase chamada de Era das Trevas ou Era de Bronze, apesar de ter conseguido emitir alguns lançamentos, desde The Aristocats (1970) até Oliver & Company (1988).
A partir de 1984 o estúdio passou por uma reestruturação administrativa liderada por Roy E. Disney, Peter Schneider e Jeffrey Katzenberg, que culminou no sucesso de A Pequena Sereia em 1989, considerado o início do renascimento do estúdio. Nesta fase, voltou a produzir animações aclamadas pela crítica e pelo público na forma de comédia musical, a partir de Tarzan em 1999. No início do novo milênio, a Disney enfrentou novas concorrências e mudanças nos gostos do público com a ascensão da animação digital, gerando uma crise criativa. De 2000 a 2007, o estúdio passou por uma série de insucessos de bilheteria, em período chamado Pós-Renascença ou Segunda Era das Trevas. Em 2006, contudo, a Disney Company comprou a Pixar, e John Lasseter e Edwin Catmull tornaram-se os novos dirigentes da divisão de animação, conseguindo revitalizar o estúdio, fazendo a Disney entrar em acordo com seu legado e inovar-se para os novos públicos. Considera-se que a nova fase, chamada de Disney Revival, Neo-Renascimento ou Segundo Renascimento, começa em A Princesa e o Sapo (2009), sendo marcada pelo retorno das animações aclamadas pela crítica e o público, e, diferentemente do Renascimento, menos formularmente, apresentando tanto contos de fadas renovados como outra diversidade de gêneros de ficção. Frozen (2013), a terceira maior bilheteira de animação em todos os tempos, é vista como a consagração deste mesmo período.

## História

### 1923–1929: Disney Brothers Cartoon Studio

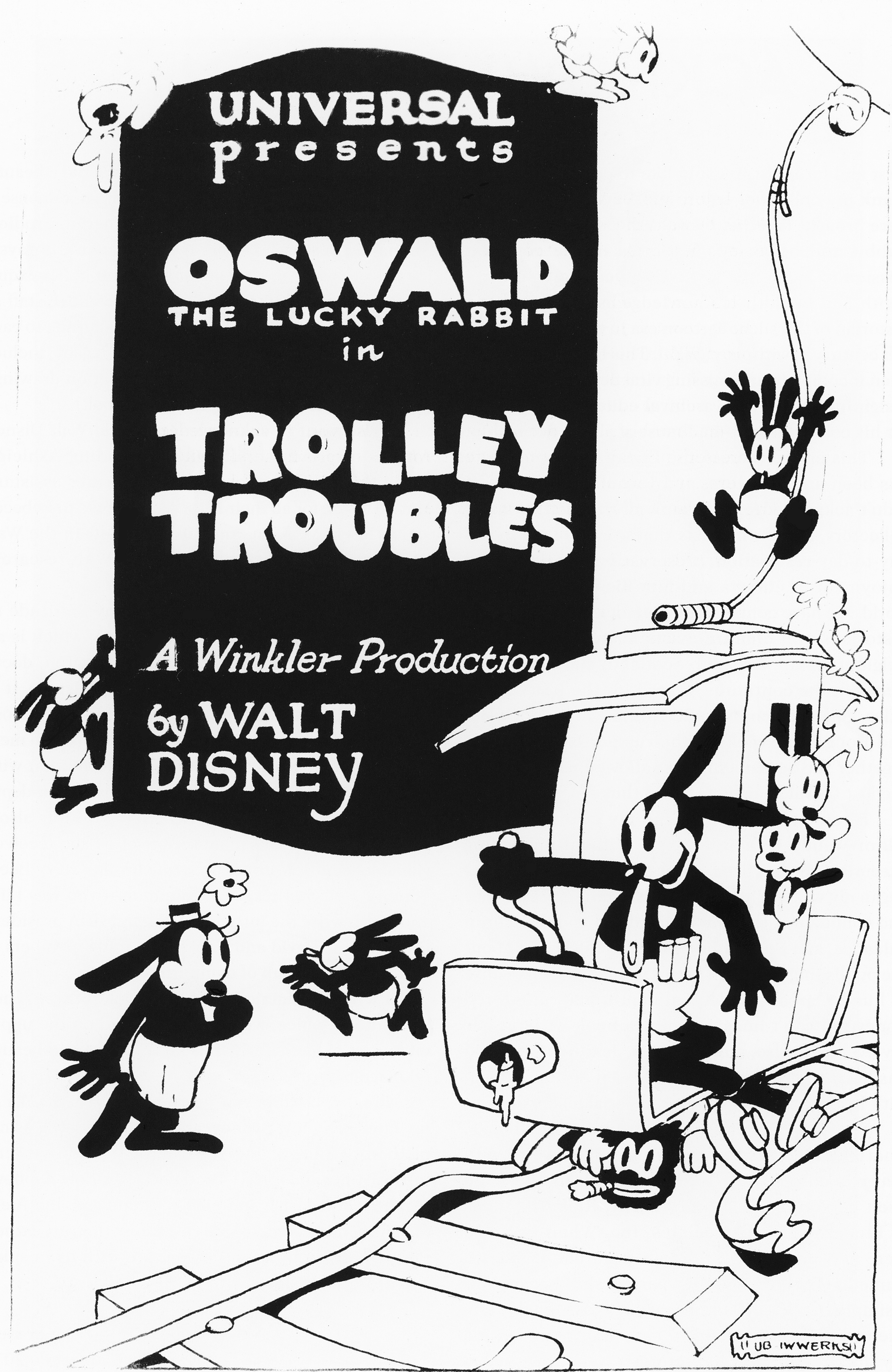
Cartaz de Trolley Troubles, segundo curta do Oswald, o Coelho Sortudo

Walt Disney e seu irmão Roy O. Disney fundaram a Disney Brothers Cartoon Studios em Hollywood, em 1923. Sua primeira produção foi a série Alice Comedies para a MJ Winkler Productions a partir de 1923. Alice Comedies apresenta uma menina real a interagir com personagens animados, na companhia de Julius, o Gato. A ideia já tinha sido desenvolvida por Walt, Ub Iwerks e sua equipe com o título de Alice's Wonderland, no seu primeiro estúdio (Laugh-O-Gram Studio) em Kansas City, que foi à falência. Era uma proposta inédita neste ponto da história do cinema: mostrar uma menina real em um mundo animado. Walt Disney dirigiu e produziu todos os 57 filmes desta série, que foi encerrada em 1927. Quatro atrizes interpretaram Alice nos 57 curtas: Virginia Davis (em 15), Margie Gay (31), Dawn O'Day (1) e Lois Hardwick (10).
Após Alice, Walt criou Oswald, o Coelho Sortudo. Conforme descrito pelo próprio Walt: "A partir de agora vamos procurar [fazer] Oswald um personagem mais jovem, enérgico, alerta, atrevido e ousado, mantendo-o também elegante no acabamento." Com Oswald, a Disney começou a explorar o conceito de "animação com personalidade", em que personagens de desenhos animados foram definidos como indivíduos através de seus movimentos, maneirismos e atuação, em vez de simplesmente através do seu design. Walt Disney não queria que Oswald fosse simplesmente "um personagem coelho animado, apresentado da mesma maneira que os personagens de gatos famosos", como Félix, o Gato, nem como meramente apenas um criador de gags. Em vez disso, a sua intenção declarada era "fazer Oswald peculiarmente e tipicamente Oswald."
No entanto, os direitos de Oswald pertenciam à Universal Studios, que distribuía os curtas. Na primavera de 1928, Walt Disney viajou para Nova Iorque na esperança de negociar um contrato mais lucrativo com Charles Mintz, seu produtor. Mas Mintz estava com problemas econômicos no momento, e disse que Disney deveria se contentar com um corte de 20 por cento, embora grandes investimentos tivessem sidos prometidos e as finanças do estúdio tiveram um crescimento considerável. Enquanto a maioria dos seus colegas animadores foram para o estúdio de Mintz, Walt Disney decidiu sair e, portanto, acabou perdendo Oswald para Mintz. Em uma viagem de trem para casa ele teve a ideia de criar um novo personagem e manter os direitos para si. Com o visual criado por Ub Iwerks, Mickey Mouse fez sua estreia em Plane Crazy, em 1928, mas foi produzido sem som e não foi lançado. O primeiro filme de Mickey Mouse com som sincronizado, Steamboat Willie (1928), tornou-se um grande sucesso, superando Oswald, e é considerado a primeira animação lançada comercialmente com som. Plane Crazy mais tarde recebeu uma trilha sonora sincronizada e foi lançado em 15 de maio de 1928.

### 1929–1940:Silly Symphoniese Branca de Neve e os Sete Anões

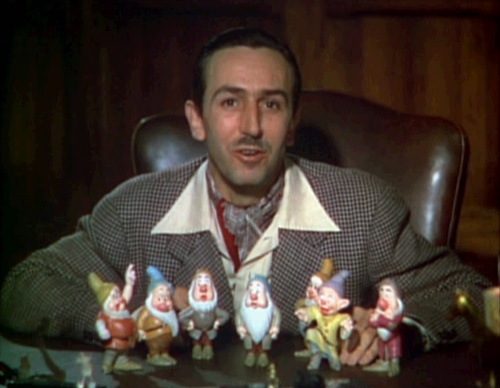
Walt Disney em uma cena do trailer de 1937 do filme da Branca de Neve, apresentando os Sete Anões, através de modelos dos personagens.

Com o sucesso da série do Mickey Mouse, Walt Disney conseguiu um contrato com a Columbia Pictures e começou a série Silly Symphonies em 1929. Mas tarde essa foi distribuída pela United Artists a partir de 1932, e depois Disney assinou contrato com a RKO Radio Pictures, que seria sua parceira de produção até 1950. A base da originalidade da série foi o musical, que era uma novidade na época. Walt utilizou Silly Symphonies para desenvolver muitas técnicas que tornaram-se práticas comuns na animação tradicional. O primeiro curta da série, The Skeleton Dance, que apresenta um exemplo moderno de dança macabra medieval, tornou-se icônico e foi referenciado em muitas produções posteriores. Frolicking Fish, de 1930, introduziu movimentos contínuos ou "ação de sobreposição" em animação, em vez do velho movimento de stop-and-go. Just Dogs (1932) é a primeira aparição do Pluto. Flowers and Trees (1932) é a primeira animação a cores lançada comercialmente. The Wise Little Hen (1934) contém a primeira aparição do Pato Donald. Em 1933, Silly Symphonies apresentou aquele que seria o curta-metragem animado de maior sucesso da história: Three Little Pigs (1933), que contém a icônica canção: Quem tem medo do Lobo Mau?. Three Little Pigs é conhecido no mundo da animação por ter inovado no desenvolvimento dos personagens; antes desta obra a personalidade deles era pouco desenvolvida. Three Little Pigs apresenta três personagens com características diferentes. Walt havia criado um "departamento de história" separado do de animação, com artistas de storyboard que seria dedicado a trabalhar em uma fase de "desenvolvimento da história" na produção e, hoje, é regra na produção de qualquer filme. Ao todo, Walt Disney produziu 75 curtas bem sucedidos financeiramente da série Silly Symphonies que receberam 7 Oscar de melhor curta-metragem de animação, um recorde apenas compartilhado com a série Tom e Jerry.
No entanto, Walt Disney afirmou a seu irmão Roy O. Disney, que o futuro da Disney estaria garantido se produzissem um longa-metragem de animação, que viria a ser Branca de Neve e os sete anões (1937). Na época foi chamada de "Loucura do Walt Disney" em Hollywood, porque era considerado "impossível" realizar um filme de animação do mesmo tamanho que um live-action e fazer sucesso. Walt Disney e sua equipe desenvolveram a câmera multiplano, que havia sido testada no curta de Silly Symphonies, The Old Mill (1937), com sucesso. A câmera foi criada por William Garity para o filme; o processo permite que uma série de desenhos passem em frente da câmera com várias velocidades e distâncias diferentes uns das outras, permitindo criar um efeito tridimensional. Também apresenta os primeiros efeitos visuais realistas de humanos em animação; a primeira tentativa dos animadores da Disney em desenhar humanos foi em The Goddess of Spring (1934), não muito bem sucedida. O animador Grim Natwick tinha trabalhado na concepção e animação da Betty Boop da Fleischer Studios que mostrou uma compreensão da anatomia humana feminina. Ele animou a heroína do curta The Cookie Carnival (1935) com sucesso, que garantiu-lhe a tarefa de animar Branca de Neve. Branca de Neve e os sete anões foi o primeiro longa-metragem de animação dos Estados Unidos e o primeiro a cores (três tiras em Technicolor). Um sucesso estrondoso sobre o qual o jornal The New York Times disse: "muito obrigado, Sr. Disney". Ele ganhou quatro vezes mais dinheiro do que qualquer outro filme lançado em 1938. No 11º Oscar, Walt Disney ganhou um Oscar Honorário por "uma inovação significativa na tela que tem encantado milhões e foi pioneiro de um novo grande campo do entretenimento". Disney recebeu da atriz de 10 anos Shirley Temple uma estatueta do Oscar em tamanho real, acompanhada de sete miniaturas. O filme também recebeu uma indicação ao Oscar de melhor trilha sonora original.

### 1940–1948: Altos e baixos no contexto da Segunda Guerra Mundial

Walt Disney mostrando os storyboards de O Aprendiz de Feiticeiro, um segmento de Fantasia (1940), ao apresentador Deems Taylor e Leopold Stokowski.

Após Branca de Neve, o estúdio seguiu inovando com Pinóquio e Fantasia (1940): Pinóquio foi uma conquista na área de efeitos na animação, dando movimento realista para veículos, máquinas e elementos naturais, como chuva, relâmpagos, fumaça, sombras e água. Fantasia é um longa experimental que apresenta uma orquestra conduzida por Leopold Stokowski. É o primeiro filme com som estéreo e recebeu dois Oscar honorários: Um para o desenvolvimento do Fantasound, o sistema inovador usado para criar som estéreo e o outro para Stokowski e suas contribuições no filme.
Pinóquio tornou-se a primeira animação a vencer em uma categoria competitiva no Oscar, vencendo em trilha sonora original e canção original por When You Wish Upon A Star. No entanto, Pinóquio foi um desastre de bilheterias: Do custo de US$ 2 milhões — o dobro da Branca de Neve — Disney só recuperou na exibição original entre US$ 1,4 milhões a US$ 1,9 milhões. Não foi possível recuperar o dinheiro investido por causa do início da Segunda Guerra Mundial na Europa pois 45% da renda do estúdio nas bilheterias vinha da Europa. O mesmo aconteceu com Fantasia, também custou 2 milhões de dólares e recuperou pouco mais de US$ 1,4 milhões, porém o alto custo para instalar o Fantasound nos cinemas (US$ 85 000,00 por cinema) fez dele uma perda maior que Pinóquio. A Disney só recuperou o dinheiro investido nessas animações após vários relançamentos nos anos seguintes.
Atento a isto, Walt Disney barateou o custo da produção de Dumbo (1941), que conseguiu ser bem sucedido financeiramente em comparação com outros filmes da década de 40. Custou apenas 950 000 dólares para produzir, e arrecadou 1,6 milhões de dólares americanos durante o seu lançamento original. Em 29 de maio de 1941 uma greve nos estúdios foi capitaneada por William T. Hurtz, membro ativo do sindicato da categoria que então os representava (Hollywood Cartoonists Union), após a demissão de Art Babbitt; Babbit havia criticado as desigualdades salariais entre os cartunistas da empresa e a oposição de Disney a que seus profissionais pudessem se sindicalizar; após vários meses de impasses o movimento saiu vitorioso e acabou por elevar o status e os salários dos animadores de Hollywood.
A animação seguinte, Bambi (1942) era para ser lançada em 1940, mas problemas no desenvolvimento da história colocou a produção de Fantasia à frente de Bambi. Walt Disney queria que o retrato dos cervos e outros animais no geral fossem mais realistas do que em Branca de Neve e os animadores estudaram o comportamento dos mesmos para fazerem o filme. O trabalho das paisagens de fundo, feito pelo animador chinês Tyrus Wong (1910–2016), foi revolucionário uma vez que tinha mais detalhes em torno do centro e menor em torno das bordas, levando assim os olhos dos espectadores a acompanharem o foco nos personagens. Apesar de ter sido um triunfo técnico e recebido três indicações ao Oscar, Bambi foi um fracasso de bilheteria por causa da 2º Guerra também, e teve uma recepção mista da crítica, que apenas reconheceu seu valor anos depois.
Grande parte da animação dos personagens nessas produções, até o final de 1970, foram supervisionados por um grupo de confiança de animadores do Walt Disney, apelidados de "Os Nove Anciões", muitos dos quais também serviram como diretores e produtores posteriores da Disney: Frank Thomas, Ollie Johnston, Wolfgang Reitherman, Les Clark, Ward Kimball, Eric Larson, John Lounsbery, Milt Kahl, e Marc Davis. O crescimento do departamento de animação criou um sistema de castas no estúdio da Disney: animadores menores (e animadores "faz-tudo") foram designados para trabalhar em cenas pequenas, enquanto os animadores mais importantes no estúdio, tais como os Nove Anciões trabalhavam nos personagens. A preocupação dos artistas com a aceitação de Walt Disney para crescerem no trabalho, bem como os debates sobre a renumeração, levou muitos animadores jovens e de funções inferiores buscarem sindicalizar o estúdio Disney.
Quando os Estados Unidos entraram na Segunda Guerra Mundial após os ataques a Pearl Harbor, metade dos animadores da Disney foram servir ao exército. Os governos dos EUA e do Canadá contrataram a Disney para produzir filmes e propagandas militares. Em 1942, 90% de seus 550 funcionários estavam trabalhando em filmes relacionados à guerra. Curtas como Education for Death e Der Fuehrer's Face (ambos de 1943), são propagandas antinazistas com o último vencendo o Oscar de melhor curta-metragem de animação. Neste cenário, o resto dos longa-metragens de animação na década de 40 eram coleção de curtas, chamados de "filmes pacotes": Saludos Amigos (1942) foi popular o suficiente para Walt Disney fazer outro filme situado na América Latina alguns anos depois, The Three Caballeros (1944). Após a guerra, Walt Disney teve que continuar produzindo filmes "pacotes" pela falta de recursos disponíveis: Make Mine Music (1946) Fun and Fancy Free (1947) Melody Time (1948, que teve um sucesso moderado) e The Adventures of Ichabod and Mr. Toad (1949).

### 1948–1959: Retorno aos longas-metragens e fim das séries de curta-metragens

Uma cena do filme Cinderela, que foi responsável pela salvação do estúdio.

Em 1948 a Disney voltou a produzir um longa metragem de animação com Cinderela (1950), baseado no conto de fadas do Charles Perrault. O estúdio estava com um déficit de US$ 4 milhões. Para manter os custos de Cinderela baixo, a referência em live-action para os personagens foi amplamente utilizada. Mesmo assim, a produção chegou ao custo de US$ 3 milhões de modo que o futuro do estúdio dependia do seu sucesso. Cinderela estreou em fevereiro de 1950, aclamado pela crítica e público. Arrecadou US$ 10 milhões em sua exibição inicial na América do Norte, salvando o estúdio. Com os relançamentos chegou a US$ 263,6 milhões, em 1987. O dinheiro das bilheterias permitiu que Walt Disney pudesse começar as produções em espera de Alice no País das Maravilhas (1951), Peter Pan (1953) e A Dama e o Vagabundo (1955). O fluxo de dinheiro com discos e merchandising de Cinderela, fez ele romper com a RKO e abrir seu próprio estúdio de distribuição, a Buena Vista e construir a Disneyland.
Alice no País das Maravilhas, lançado em 1951, recebeu em sua estreia uma recepção morna nas bilheterias, arrecadou US$ 5 milhões nos Estados Unidos, e críticas negativas. Ao contrário deste filme Peter Pan, que estreou em 1953, foi um sucesso comercial e a maior bilheteria do ano, arrecadando 7 milhões de doláres, e após relançamentos, chegou a US$ 87 milhões. Em 1955, A Dama e o Vagabundo tornou-se o maior sucesso nas bilheterias da Disney desde Branca de Neve e os sete anões, arrecadando US$ 7,5 milhões. No total arrecadou US$ 93,6 milhões com os relançamentos. A Dama o Vagabundo foi a primeira animação filmada em widescreen pelo CinemaScope, e a primeira lançada pela recém-formada distribuidora da Disney, Buena Vista.
No meio dos anos 50 Walt Disney estava focado na construção da Disneyland e em produções para a televisão, deixando a liderança das animações nas mãos dos "Nove Anciões". Isto levou a vários atrasos na produção de A Bela Adormecida (1959). O filme custou US$ 6 milhões, a animação da Disney mais cara na época. O filme teve seu visual bastante estilizado feito pelo artista Eyvind Earle, foi o primeiro longa filmado em Super Technirama 70 e a primeira animação a usar o processo de xerografia, adaptado por Ub Iwerks. Apesar da grande produção, A Bela Adormecida teve uma bilheteria fraca e recepção mista da crítica, fazendo o estúdio publicar seu primeiro prejuízo anual em uma década no ano de 1960, o que levou a demissões em massa.
Até o final da década os curtas metragens da Disney não estavam mais sendo produzidos em uma base regular, com muitos dos funcionários da divisão de curtas deixando a empresa ou sendo realocados para os programas de televisão como The Mickey Mouse Club e para a Disneyland. Enquanto na década de 1930 a Disney dominou o Oscar de melhor curta-metragem de animação, nos anos 1950 apenas um curta da Disney, Toot, Whistle, Plunk and Boom (1953), venceu o Oscar de melhor curta-metragem de animação. Os curtas contêm um visual estilizado, com arte plana. Era uma arte visual popular em seu tempo, utilizada na maioria das séries animadas como Looney Tunes, e foi vista como uma alternativa moderna ao velho estilo Disney.
Os curtas de Mickey Mouse, Pluto e Pateta tiveram sua produção regular cessada em 1953. Os curtas de Pato Donald e Urso Colimério continuaram e foram convertidos para widescreen em CinemaScope, antes da divisão de curtas ser fechada em 1956. Depois disso todos os curtas foram produzidos pela divisão de longa-metragens, até 1969. O último curta da Disney na Era de Ouro da animação foi It's Tough to Be a Bird. Os curtas da Disney só seriam produzidos numa base esporádica a partir deste ponto, com notáveis curtas-metragens mais tarde, como Runaway Brain (1995) e Paperman (2012).

### 1959–1966: Diminuição da produção animada e anos finais de Walt Disney
Devido as demissões em massa de 1959 e a atenção de Walt Disney voltada para os departamentos de cinema, TV e parques temáticos da empresa, as produções de animação ficaram em um nível reduzido. Em 1961, o estúdio lançou One Hundred and One Dalmatians, que utilizava a xerografia por completo para baratear a produção. Isto proporcionou um visual super estilizado inspirado no cartunista Ronald Searle, que virou norma na Disney em anos posteriores. Usando xerografia, os desenhos animados podem ser fotoquimicamente transferidos ao invés de traçados em desenhos de papel para as folhas claras de acetato (cels) utilizadas na pós-produção. No entanto, não agradou Walt Disney que sentiu ter perdido o estilo de fantasia dos seus filmes anteriores. A animação foi um sucesso, com lucro de US$ 6,4 milhões.

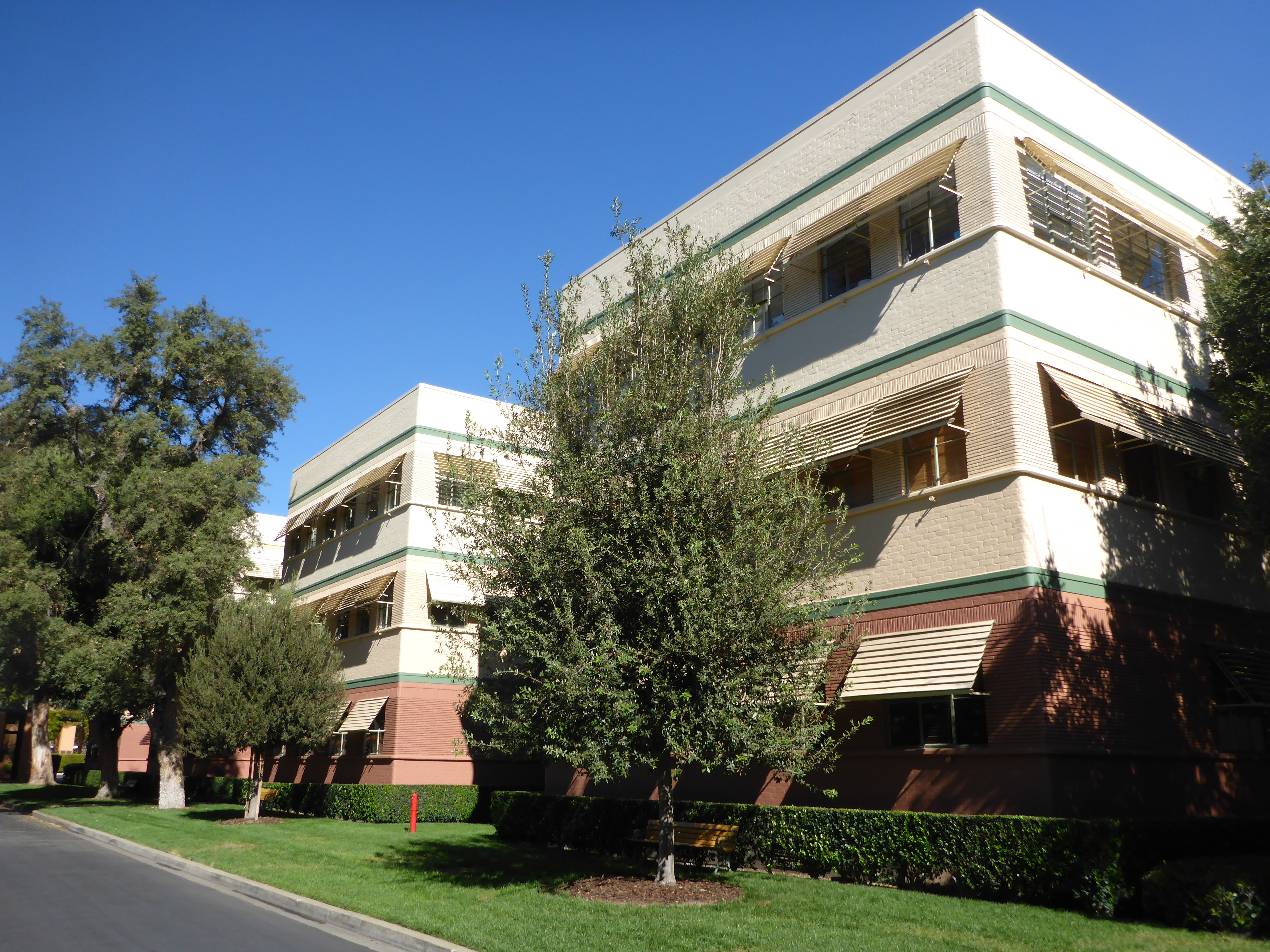
O prédio de animação original no Walt Disney Studios em Burbank, sede do departamento de animação entre 1940–1984.

O programa de treinamento de animação da Disney começou no desenvolvimento de Branca de Neve em 1932, que levou Walt Disney ajudar a fundar o California Institute of the Arts (CalArts). Esta universidade, formada através da fusão da Chouinard Art Institute e do Los Angeles Conservatory of Music, inclui em suas ofertas de graduação um programa de estudo em animação da Disney. CalArts tornou-se a alma mater de muitos animadores que iriam trabalhar na Disney e em outros estúdios de animação a partir dos anos 70 até a atualidade.
A Espada Era a Lei (1963), foi o sexto filme de maior bilheteria na América do Norte no ano, arrecadando US$ 4,75 milhões. Uma adaptação de uma das histórias de Winnie the Pooh, Winnie the Pooh and the Honey Tree, foi lançada em 1966, para ser seguida por vários outros curtas de Pooh ao longo dos anos e um longa-metragem de compilação, The Many Adventures of Winnie the Pooh, que foi lançado em 1977. Walt Disney morreu em dezembro de 1966, dez meses antes da estreia de The Jungle Book. O filme teve a bilheteria motivada pela onda de nostalgia causada pela morte de Walt, tornando-se a quarta maior bilheteria de 1967 na América do Norte.
O historiador de animação, Allan Neuwirth considera que a música de The Jungle Book marca o início de uma nova era para a Disney Animation, significando que o estúdio não conseguiu se adaptar aos gostos musicais dos anos 60 e estava ficando para trás. O filme foi lançado durante uma era de popularidade do rock and roll e no auge da chamada Invasão Britânica. Mas a música do filme refletiu os gostos de seus criadores idosos e de uma era musical anterior. A música de Jungle Book consiste principalmente do estilo jazz Dixieland e música swing. Alguns personagens do filme, um quarteto musical de abutres, são inspirados pelos The Beatles, uma banda britânica de rock. Mas sua única canção no filme, We're Your Friends, não era um exemplo de rock and roll. Em vez disso, a canção foi cantada no estilo de um quarteto de barbearia.

### 1966–1983: Perda de credibilidade, aposentadoria dos Anciões e novos talentos

O time de principais animadores do Walt Disney, chamados de Os Nove Anciões. Em pé: Milt Kahl, Marc Davis, Frank Thomas, Eric Larson, e Ollie Johnston. Sentados: Wolfgang "Wollie" Reitherman, Les Clark, Ward Kimball, e John Lounsbery. Eles se aposentaram na década de 1970.

Após a morte de Walt Disney, Woolie Reitherman continuou como produtor e diretor das animações. O estúdio começou a década de 1970 com o lançamento de The Aristocats, o último projeto animado a ser aprovado por Walt Disney. Em 1971, Roy O. Disney, o cofundador do estúdio, morreu e a Walt Disney Productions foi deixada nas mãos de Donn Tatum e Card Walker, que alternaram como presidente e CEO para o resto da década. O próximo filme do estúdio, Robin Hood (1973), foi produzido com um orçamento significativamente reduzido e animação reutilizada dos filmes anteriores. Ambos The Aristocats e Robin Hood tiveram mornas bilheterias, mas críticas boas ou mistas.
The Rescuers, lançado em 1977, foi um sucesso que excedeu as realizações dos dois filmes anteriores da Disney. Recebendo a aclamação crítica, sucesso comercial, e uma nomeação ao Oscar, foi o terceiro filme de maior bilheteria do ano e a animação mais bem sucedida e aclamada da Disney desde The Jungle Book. O filme foi reeditado em 1983, acompanhado de um novo curta, Mickey's Christmas Carol.
A produção de The Rescuers sinalizou o início de uma mudança no grupo de animadores do estúdio Disney. Os veteranos como Milt Kahl e Les Clark estavm se aposentado, sendo gradualmente substituídos por novos talentos como Don Bluth, Ron Clements, John Musker e Glen Keane. Os novos animadores, retirados do programa de animação da CalArts e treinados por Eric Larson, Frank Thomas, Ollie Johnston e Woolie Reitherman, tiveram a chance de se provar como um grupo nas sequências animadas do filme live-action Pete's Dragon (1977), cuja animação foi dirigida por Don Bluth. Em setembro de 1979, insatisfeito com o que eles sentiam ser uma "estagnação" no desenvolvimento da arte de animação na Disney, Bluth e vários outros novos animadores saíram e fundaram seu próprio estúdio, Don Bluth Productions, que tornou-se a principal concorrente da Disney no campo da animação durante a década de 1980.
Atrasado em seis meses pela deserção do grupo de Bluth, The Fox and the Hound foi lançado em 1981, após quatro anos de produção. O filme foi considerado um sucesso financeiro pelo estúdio, e o desenvolvimento continuou em The Black Cauldron, uma adaptação das séries As Crônicas de Prydain por Lloyd Alexander, produzido em Super Technirama 70.
The Black Cauldron foi concebido para trazer as animações da Disney ao público mais velho e para mostrar os talentos da nova geração de animadores da CalArts. Além de Keane, Musker e Clements, este novo grupo de artistas incluiu outros animadores promissores como Andreas Deja, Mike Gabriel, John Lasseter e Tim Burton. Lasseter foi demitido da Disney em 1983 por insistir que o estúdio explorasse a produção de animação por computador, mas tornou-se o chefe criativo da Pixar, um estúdio de animação digital pioneiro que começaria uma estreita associação com a Disney no final da década de 80. Da mesma forma, Burton foi demitido em 1984, depois de produzir um curta-metragem em live-action arquivado pelo estúdio, chamado de Frankenweenie, e depois se tornou um produtor de alto perfil, diretor de live-action e stop-motion para a Disney e outros estúdios. Alguns dos projetos de Burton para Disney em stop-motion incluem: The Nightmare Before Christmas (1993), uma adaptação de Alice no País das Maravilhas (2010) e o remake de Frankenweenie (2012).

### 1984–1989: Reestruturação do estúdio

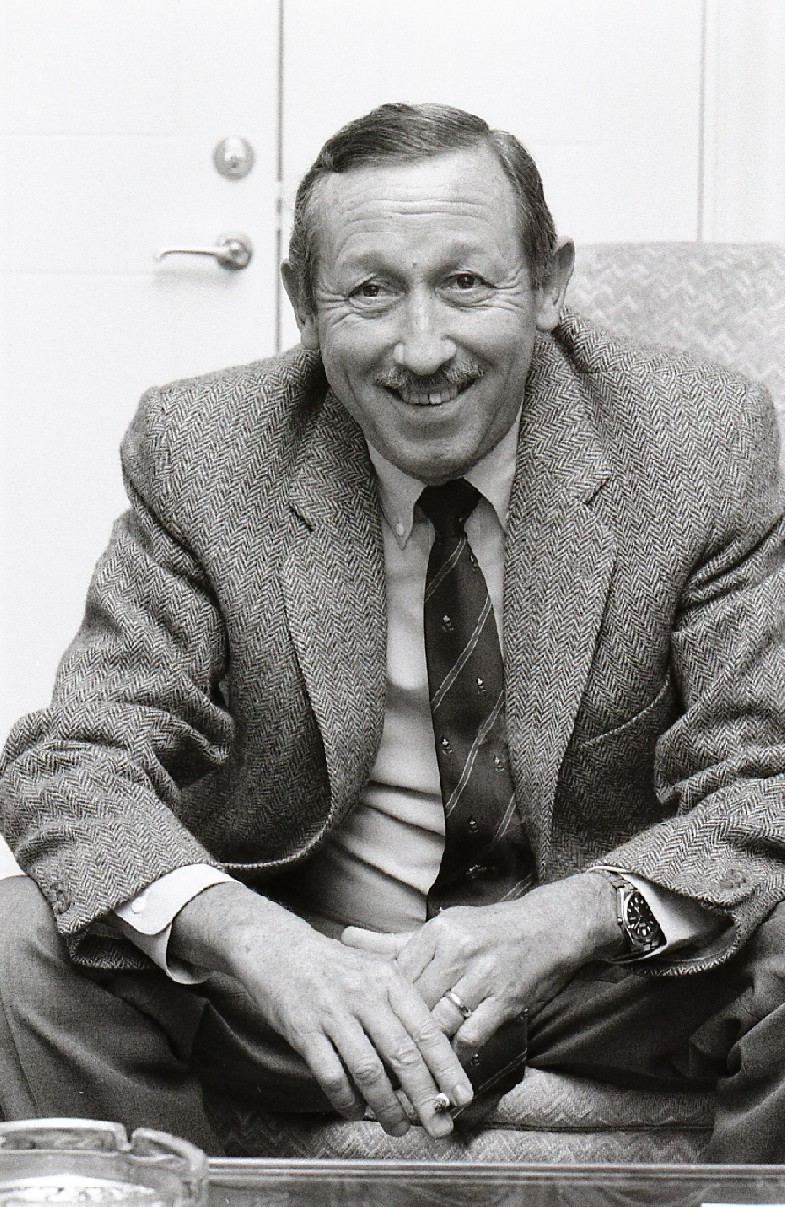
Roy E. Disney, foi dirigente do estúdio de animação entre 1985 a 2003. Ele foi uma figura chave na reestruturação do estúdio e é conhecido por suas campanhas Save Disney, que removeu dois CEO da empresa: Ron Miller e Michael Eisner.

Ron Miller, genro de Walt Disney, tornou-se presidente da Walt Disney Productions em 1980 e CEO em 1983. Naquele ano, ele expandiu as divisões de filmes e televisão da empresa, criando a marca Walt Disney Pictures, sob qual os futuros filmes do departamento de animação seriam lançados. Depois de uma série de tentativas de aquisição em 1984, Roy E. Disney, filho de Roy O. Disney e sobrinho de Walt, renunciou ao conselho de administração da empresa e lançou uma campanha chamada Save Disney, convencendo com êxito o conselho a demitir Miller. Roy E. Disney trouxe Michael Eisner como novo CEO e Frank Wells como presidente. Eisner, por sua vez, nomeou Jeffrey Katzenberg presidente da divisão de filmes, The Walt Disney Studios. Quando Eisner chegou a Disney, The Black Cauldron estava sendo concluído, Katzenberg considerou o filme muito sombrio e exigiu que ele fosse editado. Após seu lançamento, Black Cauldron foi chamado de o "fundo do poço" para a Disney. A animação mais cara do estúdio neste momento custando US$ 44 milhões, The Black Cauldron foi um fracasso de crítica e comercial. A arrecadação de apenas US$ 21 milhões foi uma perda para a Disney, colocando em risco o futuro da divisão de animação.
Entre as décadas de 1950 e 1980, a importância da animação para a Disney foi significativamente reduzida à medida que a empresa se expandia para mais produção em live-action, televisão e parques temáticos. Como novo CEO, Michael Eisner considerou fortemente fechar o estúdio de animação e terceirizar a animação futura. Roy E. Disney interveio, oferecendo-se para dirigir a divisão de animação e trazer lucros, enquanto Eisner estabeleceu a Walt Disney Pictures Television Animation Group para produzir animação de custo menor para a televisão. Nomeado chefe da animação por Eisner, Roy E. Disney nomeou como presidente de animação Peter Schneider para executar as operações no dia a dia em 1985.
Em fevereiro de 1985, os executivos da Disney retiraram a divisão de animação do lote em Burbank para uma variedade de armazéns, hangares e trailers localizados a cerca de três quilômetros a leste (3,2 quilômetros) em Glendale, Califórnia. A primeira animação em sua nova localização foi The Great Mouse Detective (1986), iniciada por John Musker e Ron Clements com o título Basil of Baker Street depois que ambos deixaram a produção de Black Cauldron. O filme teve um sucesso moderado de crítica e público, o suficiente para a diretoria ter confiança no estúdio de animação. Porém, mas tarde no mesmo ano, a Universal Pictures e a Amblin do Steven Spielberg lançaram An American Tail, de Don Bluth, que ultrapassou The Great Mouse Detective em bilheterias e tornou-se a animação de maior bilheteria na época.
Katzenberg, Schneider e Roy E. Disney começaram a mudar a cultura do estúdio, aumentando a equipe e produções, de modo que um novo filme animado fosse lançado a cada ano, em vez de dois a cada quatro anos. O primeiro lançamento desse programa acelerado foi Oliver & Company (1988), que contou com um elenco de estrelas, incluindo Billy Joel e Bette Midler e uma ênfase em uma trilha sonora pop moderna. Oliver & Company estreou nos cinemas junto com outro filme animado da Bluth/Amblin/ Universal, The Land Before Time; Entretanto, Oliver o ultrapassou em bilheterias com o tempo e tornou-se a animação mais bem sucedida na época. Ao mesmo tempo, em 1988, a Disney começou a entrar na indústria de animação da Austrália, ao comprar o estúdio da Hanna-Barbera para iniciar a Disney Animation Australia.
Do ponto de vista musical, o historiador de animação, Allan Neuwirth, considera que as animações Disney entre os anos 70 e 80 foram parte de um "período incultural" para o estúdio. Neuwirth admite que a Disney continuou produzindo e lançando filmes musicais estimados, mas argumenta que suas canções já não eram particularmente memoráveis. Enquanto ele vê que The Aristocats ou Oliver & Company são lembrados com carinho, ele sente que a maioria das pessoas teria dificuldade em lembrar uma única canção de qualquer um deles.
Enquanto Oliver & Company e o próximo longa-metragem, A Pequena Sereia, estavam em produção, a Disney colaborou com a Amblin Entertainment de Steven Spielberg e o mestre da animação, Richard Williams, para produzir Who Framed Roger Rabbit, um inovador híbrido de live-action/animação dirigido por Robert Zemeckis, que contou com personagens licenciados de outros estúdios de animação. A Disney montou um novo estúdio de animação sob a supervisão de Williams em Londres para criar os personagens de Roger Rabbit, com muitos dos artistas do estúdio da Califórnia viajando para a Inglaterra para trabalhar no filme. Um significativo sucesso comercial e de crítica, Roger Rabbit ganhou três prêmios da Academia por suas realizações técnicas. E foi a chave para renovar o interesse da população americana em animações. Além do filme em si, o estúdio também produziu três curtas de Roger Rabbit durante o final dos anos 1980 e início dos 90.

### 1989–1999: Ascensão, auge e queda do Renascimento da Disney

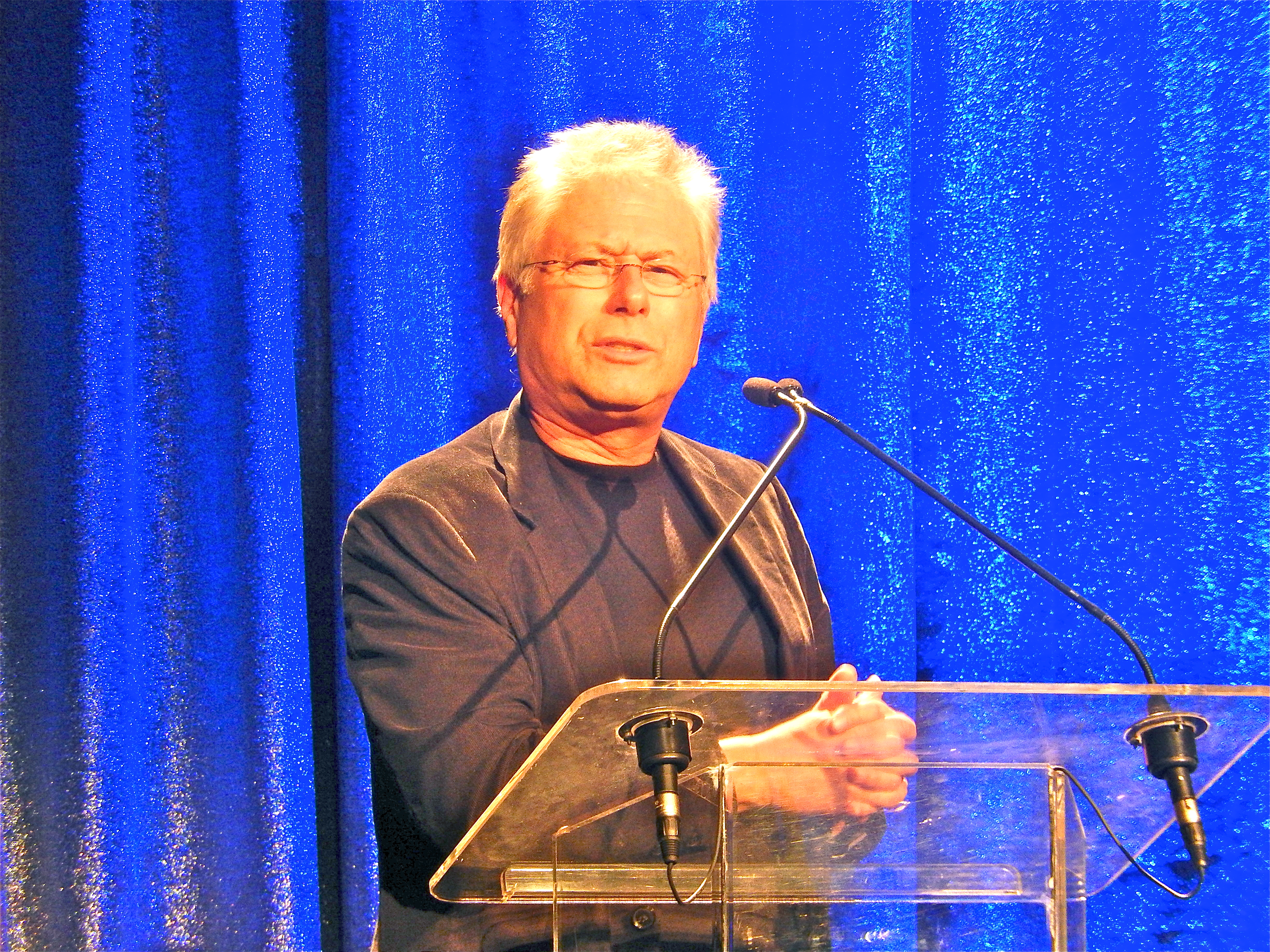
O compositor Alan Menken é um dos grandes nomes do Renascimento da Disney. Ele escreveu a música de A Pequena Sereia, Beauty and the Beast, Aladdin, Pocahontas, O Corcunda de Notre Dame e Hércules.

Os presidentes Roy E. Disney e Peter Schneider, abriram espaço para os jovens animadores trazerem novas ideias após a saída dos veteranos. Um filme baseado em A Bela e a Fera que foi engavetado na época do Walt Disney, voltou a produção, e foi sugerida uma animação sobre leões na África chamada King of the Jungle, que viria a tornar-se O Rei Leão. Ron Clements e John Musker, apresentaram a ideia de A Pequena Sereia (1989), que escreveram e dirigiram, baseado no conto de Hans Christian Andersen. A Pequena Sereia começou a parceira da Disney com o compositor Alan Menken, e teve letras e coprodução do Howard Ashman (que havia composto uma canção de Oliver & Company), Ashman trouxe muitos elementos — como Sebastian ser jamaicano — não presentes na história escrita por Clementes e Musker. A Pequena Sereia foi a primeira animação a usar CAPS, software que faz a pintura da animação tradicional digitalmente, substituindo a câmera multiplano. O CAPS só deixaria de ser usado pela Disney nas animações tradicionais em 2005, substituído por uma versão melhorada da Toon Boom Harmony. A Pequena Sereia foi um sucesso estrondoso, arrecadando mais de 200 milhões de dólares em bilheteria, ganhando dois Oscar de melhor trilha sonora original e canção original; o filme também inaugurou uma série de animações de grande sucesso de público e crítica, o chamado Renascimento da Disney.
Acompanhado nos cinemas pelo mais novo curta do Mickey Mouse, The Prince and the Pauper, a continuação de The Rescuers, The Rescuers Down Under (1990), foi o primeiro filme de animação tradicional a utilizar 100% de processo digital (CAPS) na pós-produção. Teve uma boa recepção da crítica mas bilheteria morna, o que fez a Disney desanimar de fazer continuações para os cinemas dos seus filmes.
Howard Ashman apresentou a ideia de Aladdin, um conto de As Mil e Uma Noites. Inicialmente foi rejeitado por Jeffrey Katzenberg, mas este queria Ashman para trabalhar com Alan Menken em Beauty and the Beast prometendo considerar se Ashman fizesse. Ashman não tinha interesse em Beauty and the Beast porque havia acabado de descobrir que tinha AIDS e queria cuidar da sua saúde mas acabou aceitando. Ashman morreu antes da estreia de Beauty and the Beast (1991) enquanto trabalhava em Aladdin. Beauty and the Beast teve uma dedicatória a ele na introdução. O filme arrecadou US$ 351 milhões e foi louvado como uma obra prima, e entre inúmeros prêmios, venceu o Grammy Awards de Dueto do Ano por sua canção-titulo e tornou-se a primeira animação indicada ao Oscar de melhor filme, a única em animação tradicional e quando os indicados a melhor filme eram apenas cinco.
Os sucessos de A Pequena Sereia e Beauty and the Beast estabeleceram o modelo para futuros lançamentos da Disney durante a década de 1990: um formato de comédia musical com canções no estilo Broadway e sequências de ação espetaculares, impulsionado pelo marketing e merchandising, todos projetados cuidadosamente para trazer pessoas de todas as idades aos cinemas. Além de John Musker, Ron Clements, Kirk Wise e Gary Trousdale, o novo time da Disney incluiu os artistas/diretores Roger Allers, Rob Minkoff, Chris Sanders e Brenda Chapman e os principais animadores, Glen Keane, Andreas Deja, Eric Goldberg, Nik Ranieri, Will Finn e muitos outros.
Tim Rice foi chamado para escrever as letras das canções de Aladdin (1992) após o falecimento de Howard Ashman. Aladdin sofreu mudanças significativas depois da morte de Ashman. Ele e Menken haviam escrito oito canções para o filme mas apenas três ficaram na versão final e personagens foram excluídos. Aladdin foi a primeira animação a chegar a mais de 500 milhões de dólares nas bilheterias mundiais. Estrelado por Robin Williams como o Gênio, Aladdin estabeleceu a tendência de utilizar atores famosos para as vozes dos personagens, que tinha sido explorado até certo ponto em The Jungle Book e Oliver & Company, e agora se tornou padrão. Além de ter sido um grande sucesso, venceu dois Oscars e A Whole New World venceu o Grammy Award para canção do ano.

Os animadores observando um leão para O Rei Leão.

O Rei Leão (1994) era considerado um filme pequeno na época de sua produção com ninguém acreditando no seu sucesso; Katzenberg havia dito que: "Pocahontas é um vencedor, é um musical romântico, Romeu e Julieta com índios americanos. Vai ser um sucesso. Está escrito. O Rei Leão por outro lado... é um experimento... Nós não sabemos se as pessoas vão querer ver isso". Depois disto, os animadores preferiram trabalhar em Pocahontas por acreditar que seria mais bem sucedido. Então, a equipe de O Rei Leão foi mais formada por novatos e interessados em desenhar animais. Tim Rice foi escolhido como letrista e chamou Elton John para ser o compositor, já que Alan Menken estava trabalhando em Pocahontas. Na época da sua produção o então presidente da Walt Disney Company, Frank Wells, morreu num acidente de helicóptero e o filme foi dedicado a ele.
O Rei Leão tornou-se a segunda maior bilheteria de todos os tempos na época, arrecadando mais de 700 milhões de dólares em sua exibição inicial, um sucesso inesperado. Aladdin e O Rei Leão tinham sido os filmes de maior bilheteria em todo o mundo nos seus respectivos anos de lançamento.
Entre essas produções domésticas, a Disney diversificou seus métodos de animação e produziu The Nightmare Before Christmas com o ex-animador da Disney, Tim Burton. Com a animação voltando a ser uma parte cada vez mais importante e lucrativa dos negócios da Disney, a empresa começou a expandir suas operações. O estúdio principal da Califórnia foi dividido em duas unidades e ampliado, e o principal foi divido em um novo prédio de animação adjacente ao lote principal da Disney em Burbank, que foi inaugurado em 1995. O satélite da Flórida, incorporado oficialmente em 1992, foi expandido também, e um dos estúdios de animação para televisão foi criado no subúrbio parisiense de Montreuil, e tornou-se a Walt Disney Feature Animation Paris, onde A Goofy Movie (1995) e partes significativas de filmes da Disney Animation foram produzidos. Além disso, a Disney começou a produzir sequências de baixo custo, diretamente em vídeo para as animações de sucesso, criando a Disney MovieToons. O Retorno de Jafar (1994), uma sequência para Aladdin e um piloto para a série de televisão, era a primeira dessas produções. A Walt Disney Feature Animation também foi fortemente envolvida nas adaptações de A Bela e a Fera em 1994 e O Rei Leão em 1997 para a Broadway.
Jeffrey Katzenberg e a equipe da história da Disney estiveram envolvidos no desenvolvimento e produção de Toy Story, a primeira animação totalmente produzida em computador. Toy Story foi produzido para a Disney pela Pixar e dirigido pelo ex-animador da Disney, John Lasseter, que Peter Schneider tentou contratar depois de seu sucesso com os curtas da Pixar, como Tin Toy (1988). Lançado em 1995, Toy Story recebeu aclamação da crítica e sucesso comercial, levando a Pixar a assinar um acordo de cinco filmes com a Disney, todos bem recebidos criticamente e financeiramente, tais como A Bug's Life (1998), Toy Story 2 (1999) e Monsters, Inc. (2001).

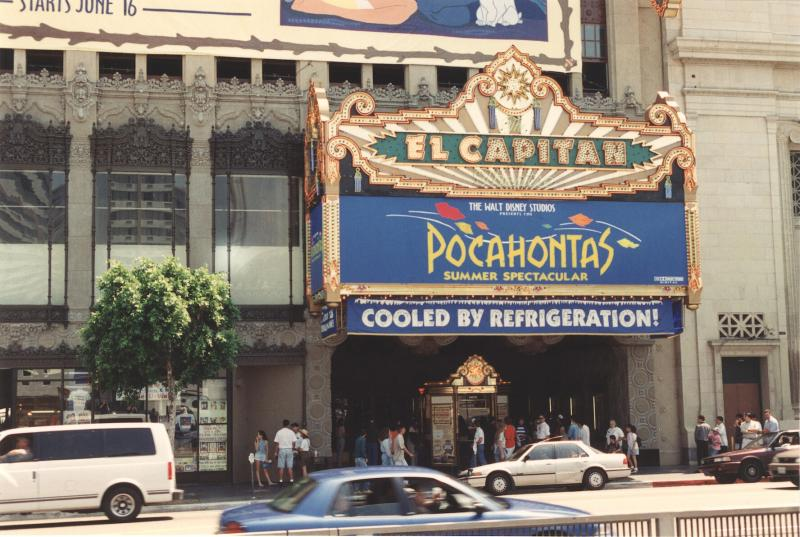
Pocahontas em exibição no El Capitan Theatre, Hollywood em 1995.

As brigas surgiram internamente na Disney, particularmente entre Roy E. Disney, e o chefe da Walt Disney Studios, Jeffrey Katzenberg, afirmando que ele tomou muito crédito pelo sucesso dos lançamentos da Disney nos inícios de 1990. Após a morte de Frank Wells em 1994, Katzenberg pressionou o CEO Michael Eisner para a posição vaga de presidente. Mas as tensões entre Katzenberg, Eisner e E. Disney resultaram em Katzenberg sendo forçado a pedir demissão em outubro, com Joe Roth tomando seu lugar. Katzenberg passou a se tornar um dos fundadores da DreamWorks SKG, cuja divisão de animação virou a principal rival da Disney, com filmes de animação digital como Antz (1998) e em animação tradicional como O Príncipe do Egito (1998).
Em contraste com as produções no inicio dos anos 90, as animações da Disney no fim da década apresentaram uma tendência decrescente. Pocahontas, lançado em 1995, foi uma decepção comercial e de crítica em comparação com seus antecessores, arrecadou US$ 346 milhões em todo o mundo, e ganhou dois Oscars pela música de Alan Menken e Stephen Schwartz, o último filme do Renascimento a vencer dois Oscar nas categorias de música. O próximo filme O Corcunda de Notre Dame (1996), parcialmente produzido no estúdio de Paris e considerado um dos mais sombrios da Disney, foi melhor criticamente e arrecadou US$ 325 milhões em todo o mundo. No ano seguinte, a Disney lançou um filme oposto a Notre Dame, a comédia Hércules, que arrecadou apenas US$ 252 milhões no mundo inteiro mas recebeu críticas positivas. O filme foi responsável pelo começo do fim da animação tradicional nos grandes estúdios. O declínio na arrecadação das bilheterias tornou-se preocupante dentro da Disney, uma vez que a concorrência salarial da DreamWorks aumentou significativamente a sobrecarga do estúdio, com os custos de produção aumentando de US$ 79 milhões (produção, marketing e despesas gerais) em O Rei Leão, para US$ 179 milhões em Hércules três anos mais tarde. Além disso, a Disney dependia da popularidade das suas animações para desenvolver merchandising, atrações de parques temáticos, sequências em vídeo e programações na televisão em suas outras divisões. O cronograma de produção foi reduzido, e um número maior de executivos criativos foram contratados para supervisionar mais de perto a produção, algo que não era bem visto na equipe de animação.
Mulan (1998), o primeiro filme produzido em sua maioria no estúdio da Flórida, lucrou US$ 305 milhões em bilheterias mundiais. Tarzan em 1999, dirigido por Kevin Lima e Chris Buck, teve um alto custo de produção de US$ 150 milhões, mas arrecadou US$ 448 milhões nas bilheterias e venceu o Oscar de melhor canção original por You'll Be in My Heart do Phil Collins. Tarzan apresentou a técnica Deep Canvas, capaz de dar um efeito tridimensional as pinturas e pano de fundo das animações e revolucionou a animação tradicional. É considerado o último filme do Renascimento da Disney.

### 1999–2006: Crise pós-renascença

Logo da Walt Disney Feature Animation entre 1997 a 2006.

Fantasia 2000, uma sequência do filme de 1940 que tinha sido um projeto de estimação de Roy E. Disney desde 1990, foi lançado em 1 de janeiro de 2000. Criado em pedaços quando os artistas estavam disponíveis entre as produções, Fantasia 2000 foi a primeira animação produzida e lançada em formato IMAX. A estréia nos cinemas foi seguida em junho, mas o total de US$ 90 milhões em bilheteriais mundiais contra o custo de produção de US$ 90 milhões, resultou na perda de US$ 100 milhões para o estúdio. Peter Schneider deixou o cargo de presidente da Walt Disney Feature Animation em 1999 para se tornar presidente dos Walt Disney Studios substituindo Joe Roth. Thomas Schumacher, que havia sido vice-presidente de animação durante vários anos, tornou-se o novo presidente da Walt Disney Feature Animation. Nessa época, a concorrência com outros estúdios havia impulsionado o aumento do salário dos animadores, tornando os filmes em animação tradicional ainda mais onerosos para produzir. Schumacher foi encarregado de cortar os custos, e demissões maciças começaram a cortar salários e levar o número de funcionários — que atingiu um pico de 2 200 pessoas em 1999 — para cerca de 1 200 funcionários.
Em outubro de 1999, a Dream Quest Images, um estúdio de efeitos especiais anteriormente adquirido pela The Walt Disney Company em abril de 1996 para substituir a Buena Vista Visual Effects, foi fundido com a equipe de computação gráfica da Walt Disney Feature Animation para formar a divisão chamada The Secret Lab. The Secret Lab produziu um filme, Dinossauro, que foi lançado em maio de 2000. Dinossauro apresentou as criaturas realizadas em CGI com cenários de fundo em live-action. A produção custou US$ 128 milhões e arrecadou US$ 349 milhões em todo o mundo, abaixo das expectativas do estúdio, e The Secret Lab foi fechada em 2001.
Em dezembro de 2000 ocorreu o lançamento de The Emperor's New Groove, que originalmente tinha sido um épico musical chamado Kingdom of the Sun, antes de ser revisado para uma comédia no meio da produção. O filme arrecadou apenas US$ 169 milhões em todo o mundo quando lançado em dezembro 2000, embora fosse bem-avaliado e o vídeo caseiro mais vendido de 2001 nos EUA. Atlantis: The Lost Empire (2001), uma tentativa de quebrar a fórmula Disney com um filme de ação-aventura, recebeu críticas mistas e arrecadou US$ 186 milhões no mundo inteiro contra uma produção de US$ 120 milhões.
Em 2001, os sucessos notáveis dos filmes em animação digital da Pixar e da DreamWorks, como Monsters, Inc. e Shrek, respectivamente, contra os fracassos dos filmes recentes da Disney levaram a uma percepção crescente de que animação tradicional estava datada e fora de moda. Em março de 2002, logo após o lançamento bem-sucedido da animação digital Ice Age, do novo estúdio Blue Sky Studios, a Disney despediu a maioria dos funcionários do estúdio de animação em Burbank, os reduzindo para uma unidade e começando a se mudar para filmes totalmente animados por computador. Um punhado de funcionários tiveram cargos oferecidos para fazer animação digital. A moral do estúdio estava tão baixa, em um nível que não era visto desde 1985, noo começo do exílio de dez anos do estúdio em Glendale . O estúdio de Paris também foi fechado em 2003.
As produções restantes em animação tradicional em Burbank, Treasure Planet e Home on the Range, continuaram sendo feitas. Treasure Planet, uma releitura no espaço de A Ilha do Tesouro do Robert Louis Stevenson, era um projeto de estimação dos cineastas Ron Clements e John Musker. Foi lançado em IMAX e recebeu críticas geralmente positivas mas era financeiramente mal sucedido quando estreou em novembro de 2002, causando um prejuízo de US$ 74 milhões para a Disney no ano fiscal de 2003. Os departamentos em 2D do estúdio de Burbank fecharam no fim de 2002 após a conclusão de Home on the Range, anteriormente conhecido como Sweating Bullets. Enquanto isso, a produção de animação tradicional continuou no estúdio da Feature Animation na Flórida, onde os filmes poderiam ser produzidos em custos mais baixos. Lilo & Stitch, uma comédia improvisada escrita e dirigida por Chris Sanders e Dean DeBlois, tornou-se o primeiro sucesso autêntico do estúdio desde Tarzan quando estreou em 2002, ganhando US$ 273 milhões em todo o mundo contra um orçamento de produção de US$ 80 milhões.

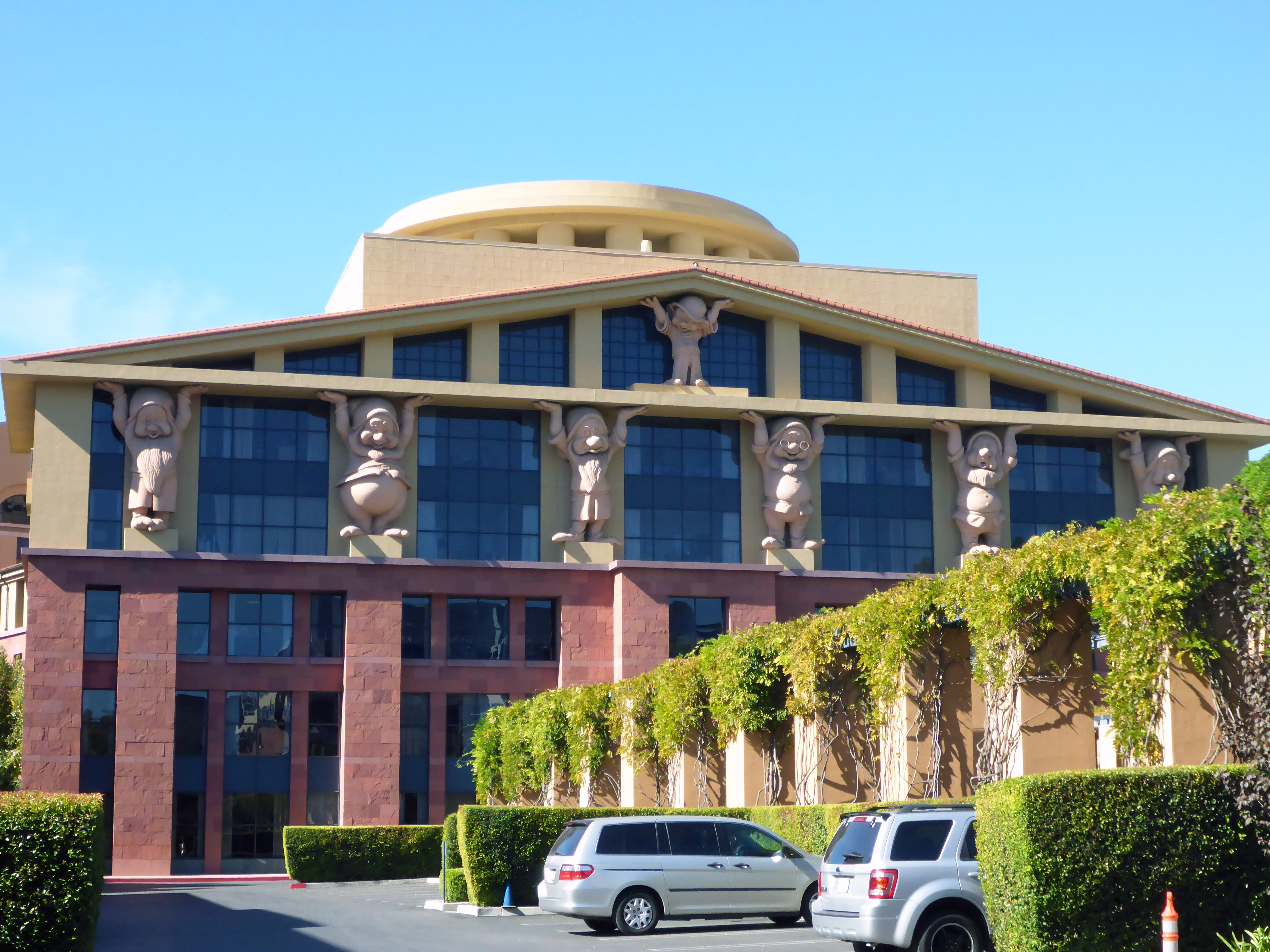
O Team Disney — Prédio Michael D. Eisner no Walt Disney Studios em Burbank, Califórnia. Sede executiva da Disney, ganhou o nome de Michael Eisner em 2006, como homenagem após sua saída.

Em 2003, Tom Schumacher foi nomeado presidente da Buena Vista Theatrical Group, divisão de teatro e musicais da Disney, e David Stainton, então presidente da Walt Disney Television Animation, foi nomeado seu substituto. Stainton continuou a supervisionar a divisão diretamente em vídeo da Disney, DisneyToon Studios, que tinha sido parte do departamento de animação para televisão, embora transferido neste tempo para Walt Disney Feature Animation.
Liderados por Stainton, o estúdio da Flórida completou Brother Bear, que não foi tão bem recebido como Lilo & Stitch criticamente ou financeiramente. A Disney anunciou o fechamento do estúdio da Flórida em 12 de janeiro de 2004, com o filme em andamento My Peoples ficando inacabado quando o estúdio fechou dois meses mais tarde. Após o fracassado lançamento em abril de 2004 de Home on the Range, a Disney, liderada pelo executivo Bob Lambert, anunciou oficialmente a conversão da Walt Disney Feature Animation em um estúdio totalmente em CGI — um processo iniciado dois anos antes — agora com uma equipe de 600 pessoas e começou a vender todo o seu equipamento de animação tradicional. Logo após o lançamento de Brother Bear em novembro de 2003, Roy E. Disney, presidente da Feature Animation, renunciou à The Walt Disney Company, lançando com Stanley Gold, uma segunda campanha externa chamada de Save Disney, semelhante a feita para expulsar Ron Miller em 1984, com o objetivo de forçar a saída de Michael Eisner. Dois de seus pontos de discussão com Eisner foi a sua negligenciação da divisão de animação e azedamento do relacionamento da companhia com a Pixar.
As conversações entre Michael Eisner e o CEO da Pixar, Steve Jobs, sobre os termos de renovação para o lucrativo acordo de distribuição Disney-Pixar sofreram uma ruptura em janeiro de 2004. Job discordou particularmente da insistência de Eisner que as sequências, tais como o então em desenvolvimento Toy Story 3 (2010), não conta no números de filmes exigidos no novo acordo. Para esse fim, a Disney anunciou o lançamento da Circle 7 Animation, uma divisão da Feature Animation que deveria produzir sequências para os filmes da Pixar, enquanto a Pixar começou a procurar uma nova empresa de distribuição.
Em 2005, a Disney lançou sua primeira animação totalmente animada por computador, Chicken Little. O filme foi um sucesso moderado nas bilheterias, lucrando US$ 315 milhões em todo o mundo, mas foi mal recebido pela crítica. Mais tarde naquele ano, depois de dois anos da campanha Save Disney de Roy E. Disney, Michael Eisner anunciou que renunciaria e nomearia Bob Iger, então presidente e COO da The Walt Disney Company, seu sucessor como presidente e CEO.

### 2006–2011: Renovação nas mãos de Catmull e Lasseter

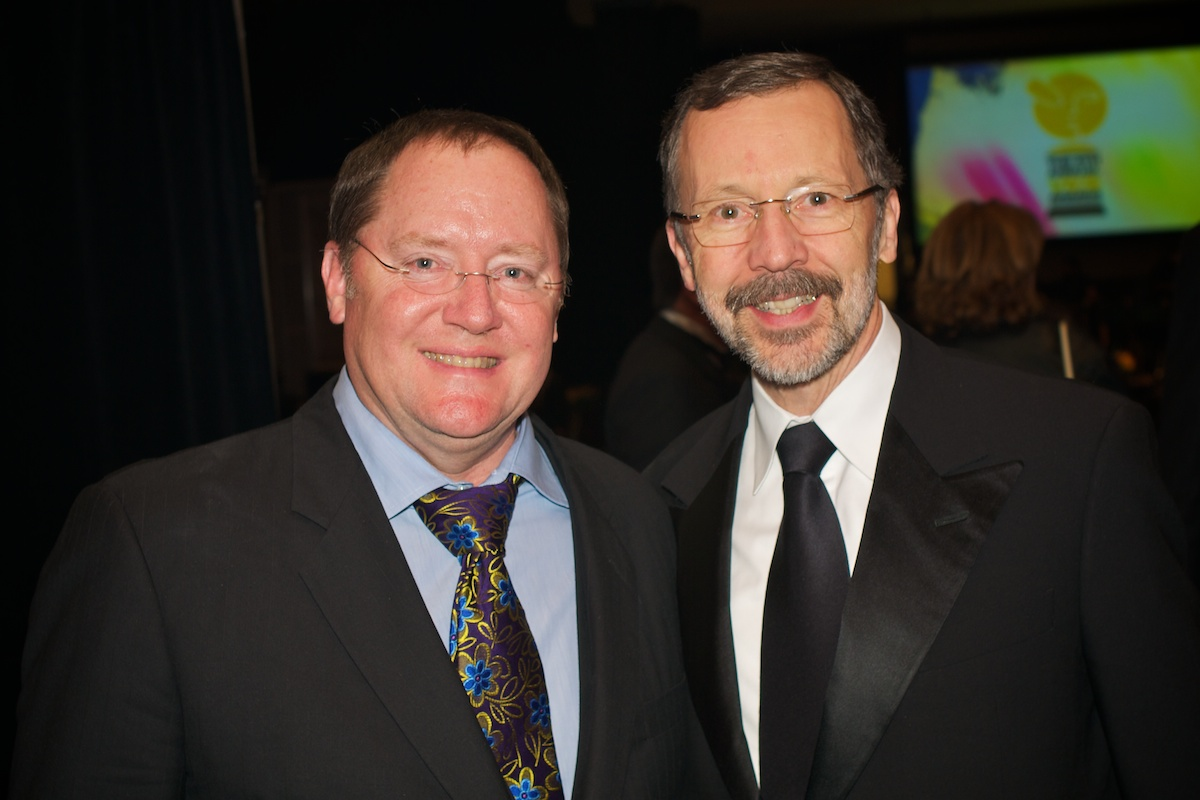
John Lasseter (diretor de criação, à esquerda) e Edwin Catmull (presidente, direita) vieram para a Disney após a aquisição da Pixar e dedicaram-se a revitalização da Walt Disney Animation Studios.

Depois de Iger se tornar o novo CEO da Disney, Steve Jobs retomou as negociações da Pixar com a Disney. Em 24 de janeiro de 2006, a Disney anunciou que comprou a Pixar por US$ 7,4 bilhões, com o fechamento do negócio em maio. Como parte da aquisição, os executivos da Pixar, Edwin Catmull e John Lasseter assumiram o controle da Walt Disney Feature Animation como Presidente e Diretor de Criação, respectivamente, e a produção de Toy Story 3 no Circle 7 foi encerrada, com a maioria de seus empregados voltando a Feature Animation e Toy Story 3 voltando ao controle da Pixar.
Enquanto os executivos da Disney haviam discutido o encerramento da Feature Animation como redundante, Catmull e Lasseter recusaram-se e, em vez disso, resolveram tentar mudar as coisas no estúdio. Lasseter e Catmull começaram a reconstruir a moral da equipe de animação, e recontrataram uma série de artistas da sua geração dos anos 80 que haviam deixado o estúdio, incluindo Ron Clements, John Musker, Eric Goldberg, Mark Henn, Andreas Deja, Bruce W. Smith e Chris Buck. Para manter a separação entre a Disney e a Pixar, agora com administração comum, Catmull e Lasseter "desenharam uma linha dura" de que cada estúdio era o único responsável por seus próprios projetos e não seria permitido emprestar pessoas ou emprestar tarefas para os outros.
Catmull e Lasseter também trouxeram para a Disney o modelo Pixar de um "estúdio dirigido por cineastas", em oposição a um "estúdio dirigido por executivos"; Eles aboliram o sistema anterior da Disney, que exigia que os diretores respondessem a notas "obrigatórias" dos executivos sobre o desenvolvimento, e se posicionavam acima dos produtores. Agora, um sistema aproximadamente análogo à revisão por pares, no qual as notas vêm principalmente de colegas produtores, diretores e escritores. A maioria das camadas de "gatekeepers" (executivos de nível médio) foram acabadas, e Lasseter estabeleceu uma rotina de reunião semanal com cineastas de todos os projetos no último ano de produção, para ser entregue feedback no local. A equipe criativa do estúdio que trabalham juntos em estreita colaboração no desenvolvimento de seus filmes é chamada de Disney Story Trust; um pouco semelhante ao Braintrust da Pixar, mas suas reuniões são supostamente "mais educadas" do que as de sua contraparte da Pixar.
Lasseter renomeou Walt Disney Feature Animation para Walt Disney Animation Studios, e reposicionou o estúdio como uma casa de animação que produz tanto animação tradicional e por computador. A fim de manter os custos reduzidos nas produções desenhadas à mão, a animação, o design e o layout foram feitos internamente na Disney, enquanto a animação de limpeza e tintas eram oferecidas a vendedores e freelancers.
Após a chegada de Catmull e Lasseter, Meet the Robinsons foi adiado. Dez meses mais tarde, quase 60% do filme havia sido desfeito e refeito; Lançado em 2007, teve críticas mistas ou positivas mas arrecadou apenas 169,3 milhões de dólares em todo o mundo. Naquele ano, a DisneyToon Studios também foi reestruturada e começou a funcionar como uma unidade separada sob o controle de Lasseter e Catmull. A intervenção direta de Lasseter no próximo filme da Disney Animation, American Dog, resultou na saída do diretor Chris Sanders, que se tornou diretor da DreamWorks Animation. O filme foi reformulado pelos novos diretores Byron Howard e Chris Williams como Bolt, que foi lançado em 2008 e teve a melhor recepção crítica de qualquer animação da Disney desde Lilo & Stitch, com críticos notando positivamente a influência de Lasseter na produção. Arrecadou mais de US$ 300 milhões nas bilheterias, um sucesso moderado.
A Princesa e o Sapo, dirigido por Ron Clements e John Musker, foi o primeiro filme de animação tradicional do estúdio em cinco anos. Um retorno ao formato de comédia musical da década de 1990 com canções de Randy Newman, o filme foi lançado em 2009 e recebeu críticas positivas e três nomeações ao Oscar, incluindo duas para Melhor Canção. O desempenho nas bilheterias de A Princesa e o Sapo — um total de US$ 267 milhões ganhos em todo o mundo contra um orçamento de produção de US$ 105 milhões — foi tido como fraco devido à concorrência com Avatar. O filme é hoje visto como o ponto de viragem para o estúdio, iniciando a era revival das animações da Disney, embora alguns discordem, considerando Bolt, primeiro filme influenciado por Lasseter e Catmull, o inicio do Revival. A Disney culpou o aspecto "Princesa" pela bilheteria fraca do filme, por isso a animação seguinte baseada no conto de Rapunzel, teve o título alterado para Tangled (2010), foi feita em animação digital e teve um marketing que se focava na ação e comédia, colocando ambos Rapunzel e Flynn Rider como protagonistas, diminuindo o apelo feminino. Um sucesso de bilheteria e crítica, Tangled arrecadou 591 milhões de dólares no mundo todo e recebeu vários prêmios. Até agora, é o último trabalho do veterano Alan Menken, como compositor para o estúdio.
Roy E. Disney, ex-executivo do estúdio de animação, que havia voltado a Disney como Diretor Emérito da companhia, faleceu em 16 de dezembro de 2009, e o prédio central da Walt Disney Animation Studios foi renomeado "Roy E. Disney Building" em maio de 2010. O filme desenhado a mão, Winnie the Pooh, baseado nos personagens de A.A. Milne foi lançado em 2011. Considerado uma obra nostálgica, recebeu críticas positivas, mas arrecadou apenas 50 milhões de dólares em bilheterias. Os desempenhos fracos de A Princesa e o Sapo e Winnie the Pooh fizeram a Disney desanimar de continuar investindo na animação tradicional.

### 2012–presente: Auge do Disney Revival

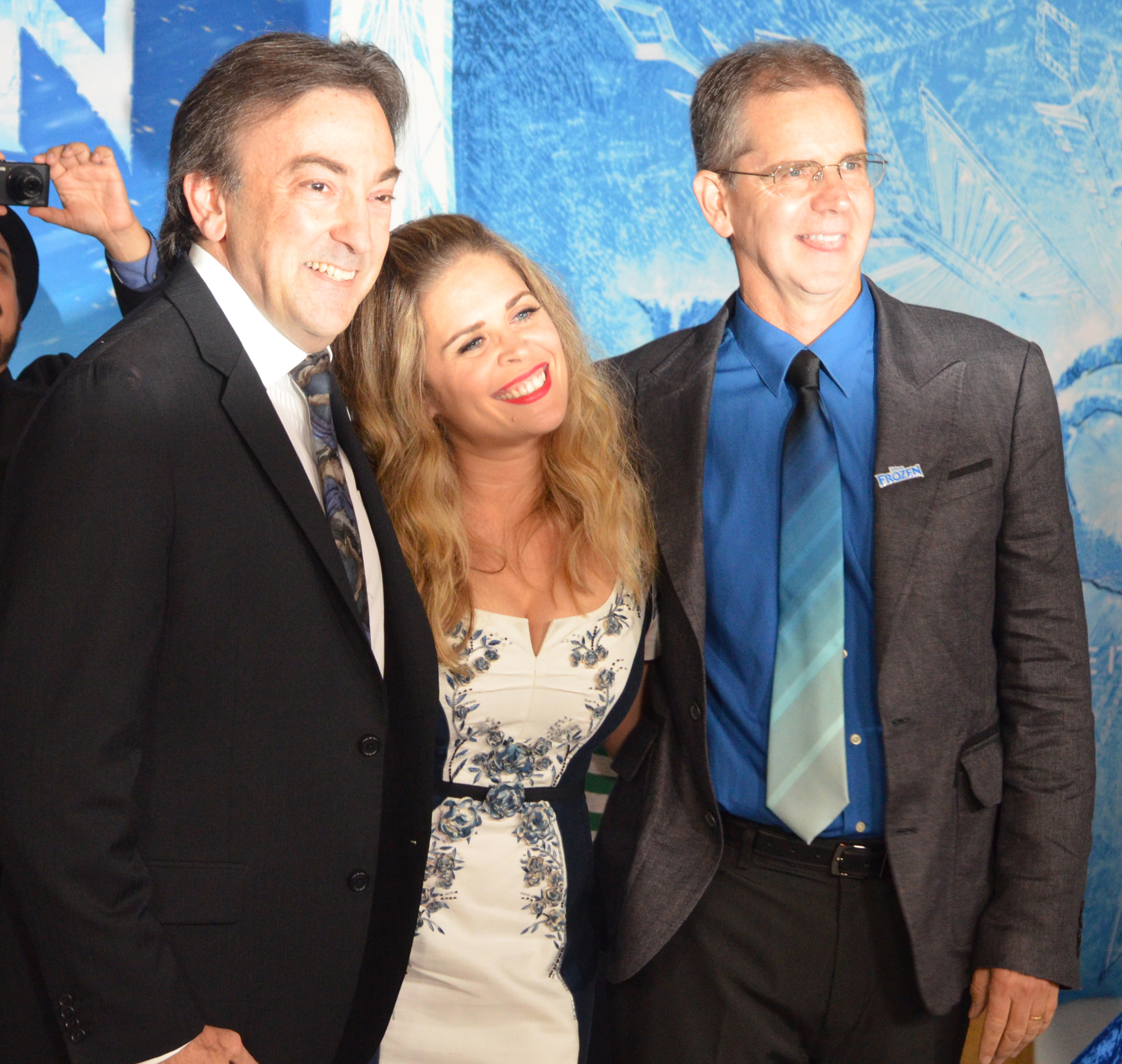
O produtor Peter Del Vecho, a roteirista e codiretora Jennifer Lee, e o codiretor Chris Buck na estreia mundial de Frozen, no El Capitan Theatre em 19 de novembro de 2013.

Wreck-It Ralph, dirigido por Rich Moore, foi lançado em 2012, para a aclamação da crítica e sucesso comercial. Uma comédia-aventura sobre um vilão de videogame que se redime como herói, rendeu comparações positivas com a Pixar, e ganhou vários prêmios, incluindo o Annie, Critics' Choice Awards de Melhor Filme de Animação e recebeu indicações ao Globo de Ouro e ao Oscar. O filme arrecadou US$ 471 milhões nas bilheterias mundiais. Além disso, o estúdio ganhou seu primeiro Oscar de curta-metragem em 44 anos com Paperman, que foi lançado nos cinemas com Wreck-It Ralph. Dirigido por John Kahrs, Paperman utilizou um novo software desenvolvido internamente no estúdio chamado Meandro, que combina técnicas desenhadas à mão e animação por computador dentro do mesmo personagem para criar um estilo "híbrido". De acordo com a produtora Kristina Reed, o estúdio continua a desenvolver a técnica para futuros projetos, incluindo um longa-metragem animado.
Em 2013, a Disney despediu nove de seus animadores tradicionais, incluindo Nik Ranieri e Ruben A. Aquino, levando à especulação em blogs de animação que o estúdio estava abandonando a animação tradicional, uma ideia que a Disney descartou. Nesse mesmo ano, Frozen, um filme musical CGI inspirado em A Rainha da Neve de Hans Christian Andersen foi lançado. Recebeu aclamação geral e tornou-se um hit blockbuster. Dirigido por Chris Buck e Jennifer Lee com canções do casal Robert Lopez e Kristen Anderson-Lopez, foi o primeiro filme de animação da Disney a lucrar mais de US$ 1,2 bilhão em bilheterias ao redor do mundo e é atualmente a maior bilheteria de uma animação em todos os tempos, passando Toy Story 3. Frozen também se tornou o primeiro filme da Walt Disney Animation Studios a ganhar o Oscar de melhor animação (uma categoria iniciada em 2001), bem como o primeiro longa-metragem do estúdio a ganhar um Oscar desde Tarzan e o primeiro a ganhar vários prêmios da Academia desde Pocahontas. O sucesso de Frozen garantiu a continuidade dos filmes de princesas, que não estavam nos planos futuros do estúdio. Frozen foi lançado nos cinemas com Get a Horse!, um novo desenho animado do Mickey Mouse que combina animação tradicional em preto-e-branco e animação CGI em cores.
O próximo longa-metragem do estúdio foi Big Hero 6, um filme de comédia dramática e aventura inspirado na série da Marvel Comics, outra empresa da Disney, lançado em 2014. Para o longa, o estúdio desenvolveu um novo software de renderização de luz chamado Hyperion, que a Disney contina a usar em todos os filmes subsequentes. Big Hero 6 recebeu a aclamação crítica e é animação de maior bilheteria de 2014, arrecadando US$ 657 milhões nas bilheterias mundiais. Venceu o Oscar de melhor animação e o curta animado que o acompanhou nos cinemas, Feast, venceu o Oscar de melhor curta-metragem de animação.
Em 2016, marcou a primeira vez desde 2002 que a Disney Animation lançou dois filmes no mesmo ano. Em março estreou Zootopia, com aclamação universal da crítica e publico, não apenas pela excelência artística, mas também por ser uma fábula sofisticada sobre preconceitos e estereótipos que se mostraram oportunos no cenário político contemporâneo. Também tornou-se a maior abertura mundial para um filme de animação, é a quarta maior bilheteria de um animação na história e segundo filme da Disney Animation a passar de US$ 1 bilhão em todo mundo. A Variety afirmou que o sucesso do filme é a confirmação das glórias continuas da Disney em seu novo Renascimento, e da "sabedoria" da aquisição da Pixar em 2006, que iniciou esta renovação, afirmando: "Walt Disney Animation tornou-se talvez a voz mais original no mundo animado. Às vezes trabalhou a partir de um material original bem conhecido. (...) mas os artistas do estúdio abraçaram inúmeros gêneros e abordagens enquanto elaboram cada um de seus filmes de forma que fazem se sentirem únicos." O American Film Institute, elegeu Zootopia um dos dez melhores filmes americanos do ano. O segundo filme de 2016 foi Moana, lançado em novembro, dirigido por Musker e Clements com canções de Lin-Manuel Miranda, Mark Mancina e Opetaia Foa'i, é uma aventura musical centrada em sua heroína polinésia. Também foi aclamado pela crítica e ficou três semanas no topo das bilheterias na América do Norte; os elogios foram a sua personagem-título, animação e músicas. Como Aladdin, O Rei Leão e Mulan, filmes sobre culturas não-brancas, Moana gerou controvérsia na comunidade polinésia, com alguns o chamando de apropriação cultural. É acompanhado nos cinemas pelo curta Inner Workings.
Em 1 de novembro de 2017, Lasseter anunciou que se retiraria por seis meses após "erros de comportamento" em relação a seus empregados. De acordo com o Hollywoord Reporter e o Washington Post, Lasseter teria uma história de assédio sexual com funcionárias, incluindo "agarrar, beijar, [e] fazer comentários sobre atributos físicos."
Em dezembro de 2017, foi anunciado que, em virtude da proposta de aquisição da 21st Century Fox pela Disney, a Blue Sky Studios, estúdio de animação digital da 20th Century Fox, tornar-se-ia um estúdio-irmão tanto da Pixar quanto da Disney Animation.
O próximo lançamento do estúdio seria Ralph Breaks the Internet, que estrearia em 9 de março de 2018, voltando ser dirigido por Rich Moore e Phil Johnston. De acordo com o ator John C. Reilly (Ralph), o pano de fundo da história seria a internet: "O mundo da internet é o lugar perfeito para enviar Ralph e Vanellope. A escala e a extensão são vastas e as possibilidades de comédia são infinitas." A estreia, contudo, foi adiado para 21 de novembro, em virtude do lançamento de A Wrinkle in Time, da Walt Disney Studios Motion Pictures. Também para 2018, a Disney está produzindo Gigantic, inspirado no conto João e o pé de feijão, que vai ocorrer na Espanha na época das Grandes Navegações. Gigantic é codirigido por Nathan Greno mesmo diretor de Tangled, e terá canções de Robert Lopez e Kristen Anderson-Lopez. A estréia está prevista para novembro de 2018.[carece de fontes?] Outra produção em desenvolvimento é uma sequência de Frozen, ainda sem data de lançamento, que terá o retorno de Jennifer Lee e Chris Buck na direção e Peter Del Vecho na produção.

## Estúdio

### Gestão
Walt Disney Animation Studios é atualmente gerida por Edwin Catmull (presidente da Walt Disney e Pixar Animation Studios), John Lasseter (Diretor de criação) e Andrew Millstein (Presidente). Desde 2006, Catmull e Lasseter continuam vivendo na área da Baía de São Francisco (onde eles dirigem a Pixar), e têm regularmente ido para Burbank a cada semana para passar ao menos dois dias (normalmente as terças e quartas-feiras) na Disney Animation. Eles inicialmente nomearam Millstein como gerente geral e vice-presidente executivo para lidar com as operações do dia a dia em nome deles. Millstein foi promovido para o cargo de presidente em novembro de 2014, juntamente com o seu homólogo na Pixar, Jim Morris. Ambos Millstein e Morris relatam a Catmull, que detém o título de presidente em ambos os estúdios.
Os ex-presidentes do estúdio incluem David Stainton (janeiro de 2003 – janeiro de 2006), Thomas Schumacher (janeiro de 2000 – dezembro de 2002) e Peter Schneider (1985 – dezembro de 1999).
Outros executivos da Disney que também exerceram grande influência dentro do estúdio eram Roy E. Disney (1985–2003, Executivo do estúdio de animação), Jeffrey Katzenberg (1984–1994, Presidente do The Walt Disney Studios), Michael Eisner (1984–2005, CEO da The Walt Disney Company), e Frank Wells (1984–1994, Presidente e COO da The Walt Disney Company).

### Locais

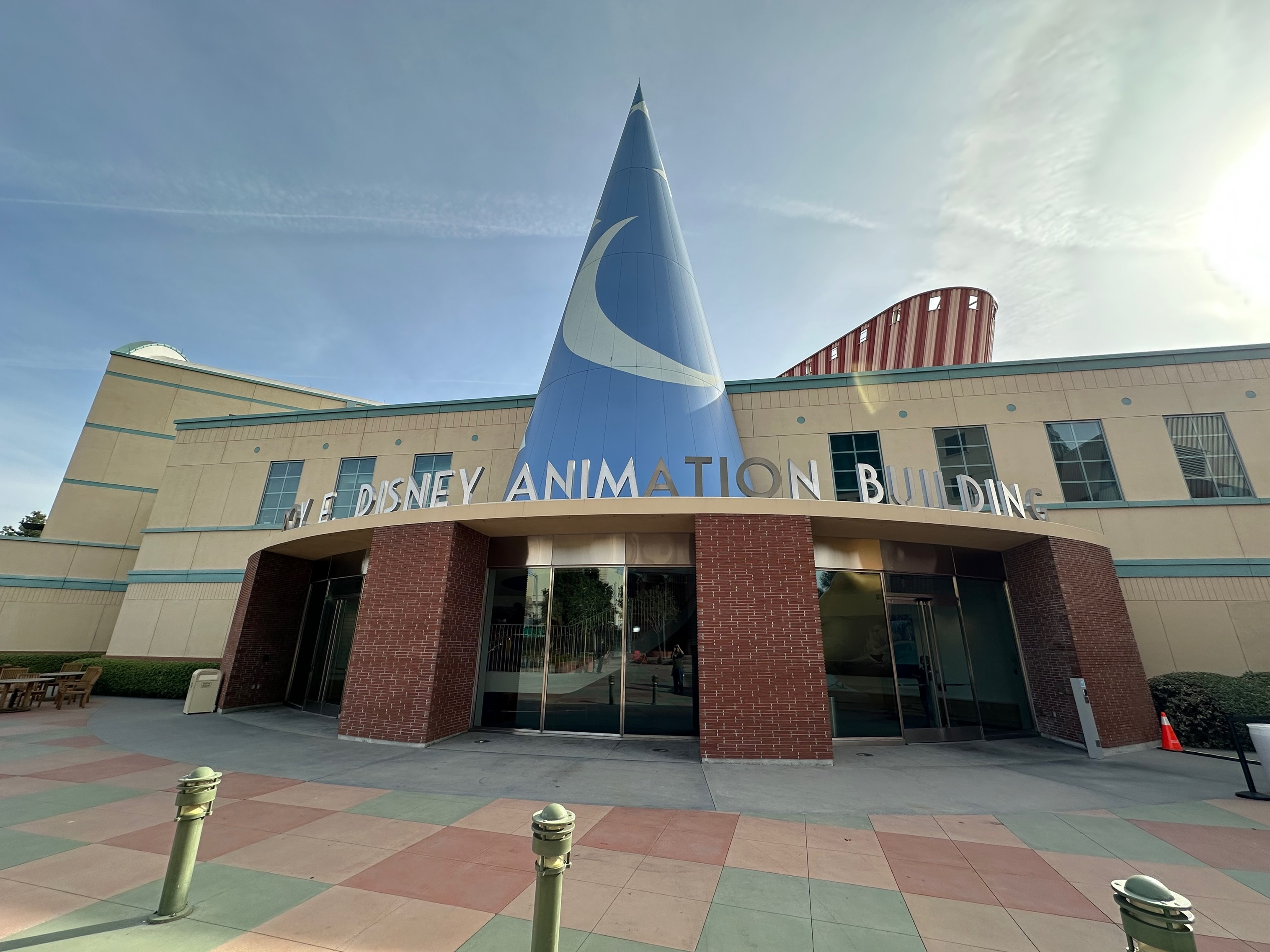
O Roy E. Disney Building, fachada da sede do estúdio, em Burbank, na Califórnia.

Desde 1995, a sede da Walt Disney Animation Studios é no Roy E. Disney Building Animation em Burbank, na Califórnia do outro lado da Riverside Drive na The Walt Disney Studios, onde o edifício de animação original (que hoje abriga escritórios corporativos) está localizado. O átrio do edifício de animação está tapado por uma versão grande do famoso chapéu do Aprendiz de Feiticeiro, segmento de Fantasia (1940), e o prédio é informalmente chamado de "edifício do chapéu" por isso. A Disney Animation compartilha sua área com ABC Studios, cujo edifício está localizado ao oeste.

De 1985 a 1995, a Disney Animation operou no complexo Air Way, um grupo de hangares velhos, escritórios e reboques no Grand Central Business Centre, um parque industrial no local do antigo Grand Central Aeroporto cerca de duas milhas (3,2 km) a leste da cidade de Glendale. Hoje, a DisneyToon Studios está atualmente sediada em Glendale. Os arquivos da Disney Animation são conhecidos como Biblioteca de Pesquisa em Animação, também localizado em Glendale. Ao contrário dos edifícios de Burbank, a DisneyToon Studios e a Biblioteca estão localizados em escritórios próximos ao Grand Central Creative Campus da Disney. A Biblioteca tem 12 000 metros quadrados e é o lar de 64 milhões de obras de arte da animação desde 1924; devido à sua importância para a empresa, é exigido que os visitantes concordem em não divulgar sua localização exata dentro de Glendale.

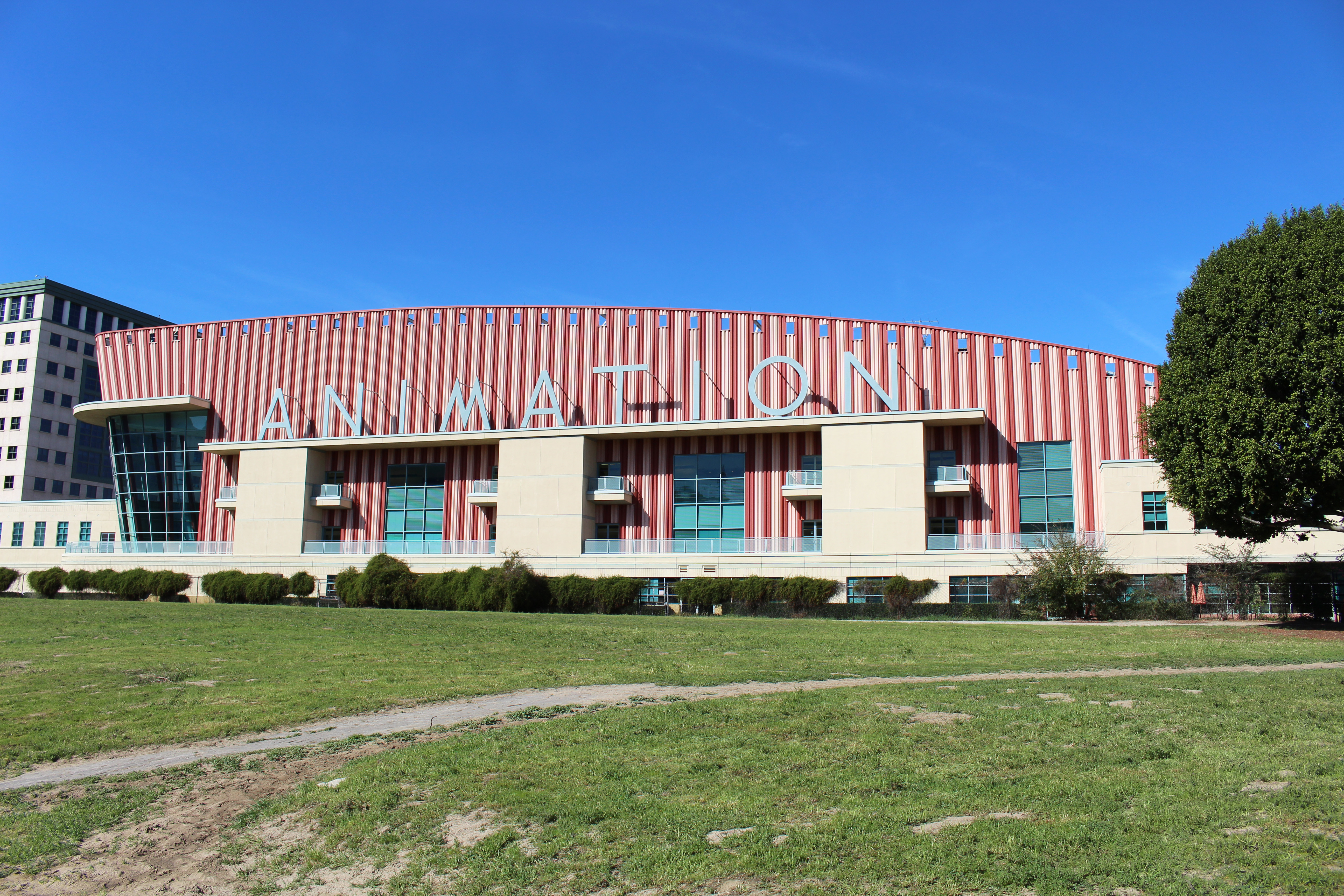
Lado oeste do Roy E. Disney Building.

Anteriormente, a Disney detinha estúdios de animação "satélites" localizados ao redor do mundo em Montreuil, Seine-Saint-Denis, França (subúrbio de Paris), e no Bay Lake, Flórida (perto de Orlando, no Disney's Hollywood Studios, um dos quatro parques temáticos do Walt Disney World). O estúdio de Paris foi fechado em 2002, enquanto o estúdio da Flórida foi fechado em 2004. O edifício da Florida atualmente é utilizado para o show e turnê, The Magic of Disney Animation.
Em novembro de 2014, a Disney Animation começou uma ampliação de 16 meses no Roy E. Disney Building, a fim de corrigir o que Catmull chamou de "calabouço" interior. Por exemplo, o interior era tão apertado que não poderia facilmente acomodar reuniões com todos os funcionários na sala. A Disney não divulgou o custo da reforma, mas Lasseter revelou que "[..] no centro do segundo andar terá um átrio que vai subir mais dois andares; queremos fazer este edifício tão bonito e digno do talento artístico que está lá". Além disso, foi revelado que o grande chapéu do feiticeiro irá tornar-se a entrada principal do edifício. Lasseter afirmou: "Haverá uma linda escada que sobe para o chapéu, que é realmente um grande símbolo, como se estivéssemos entrando no edifício através da magia do chapéu de Mickey Mouse". Devido à renovação, os funcionários do estúdio mudaram-se temporariamente para o espaço disponível da Disney mais próximo: O edifício do DisneyToon Studios no parque industrial em Glendale e para o antigo armazém do Imagineering em North Hollywood ao oeste do Bob Hope Airport.

## Produções

### Longa-metragens
Walt Disney Animation Studios produziu filmes de animação e uma série de técnicas em animação tradicional, animação digital e combinação com filmes em live-actions. O primeiro filme do estúdio foi Branca de Neve e os Sete Anões, lançado em 21 de dezembro de 1937. Seu filme mais recente, Moana 2, foi lançado em 28 de novembro de 2024 no Brasil.

### Curtas-metragens
Desde Alice Comedies na década de 20, a Walt Disney Animation Studios tem produzido uma série de proeminentes curtas, incluindo a série do Mickey Mouse e Silly Symphonies. Muitos dos seus curtas tem sido usado pelo estúdio como experimento de novas tecnologias que poderiam ser usadas nos longas, como o som sincronizado de Steamboat Willie (1928), as três tiras de Technicolor em Flowers and Trees (1928), a câmera multiplano em The Old Mill (1937), o processo de xerografia em Goliath II (1960), e a animação híbrida que mistura desenho a mão e digital em Off His Rockers (1992), Paperman (2012) e Get a Horse! (2013).

## Legado

Selo do Walt Disney circulado nos Estados Unidos em 1968.

A Disney Animation é vista como a "mãe" da animação americana, responsável por inúmeras técnicas pioneiras ao longos dos anos, além do seu impacto forte na cultura popular, com personagens, histórias e canções facilmente reconhecidas pelo público. Alguns dos seus desenvolvimentos mais importantes está a animação com som, a animação a cores, a câmera multiplano, o storyboard, o som estéreo, as primeiras animações filmadas em widescreen, a técnica de xerografia, entre outros. Também foi responsável pela promoção da animação como uma arte verdadeira, ao apresentar histórias e personagens bem desenvolvidos, não apenas caricaturas como era comum na animação. Seu primeiro longa-metragem de animação, Branca de Neve e os Sete Anões, ganhou um Óscar honorário por "uma inovação significativa na tela que tem encantado milhões e foi pioneiro de um novo grande campo do entretenimento".
O sucesso da Disney incentivou outros estúdios a seguirem o mesmo caminho gerando a Era de ouro da animação americana. O cartunista Max Fleischer foi um rival famoso de Walt, que com a Fleischer Studios, tentou emular uma série de curta-metragens a cores após Walt utilizar a técnica em Flowers and Trees, com a série Color Classics. A Columbia e RKO também tentaram responder ao uso de cores na Disney com Color Rhapsodies e Rainbow Parade, as três sem sucesso. De forma semelhante, a Metro-Goldwyn-Mayer tentou com Happy Harmonies emular Silly Symphonies, que teve baixa recepção. A Warner Bros. foi mais bem sucedida em utilizar cores após o sucesso da Disney na série Merrie Melodies, que foi a principal concorrente de Silly Symphonies. A Warner Bros. não se interessava por animação, mas após o sucesso da Disney resolveu competir, e contratou dois de seus ex-animadores, Hugh Harman e Rudolf Ising. A empresa posteriormente desenvolveu seu estilo único com Tex Avery e se tornou a principal rival da Disney no ramo de curtas com Looney Tunes, chegando a supera-lá nos anos 40. Depois do sucesso de Branca de Neve e os Sete Anões, a Paramount deu permissão a Fleischer para produzir um longa-metragem animado, Gulliver's Travels (1939), mas teve recepção pequena. A Era de Ouro chegou ao fim com os estúdios se concentrando em produções telesivas, mais baratas e lucrativas, que se tornou a norma nos anos 60 até para a Disney. Mas o estúdio continuou a produzir longas-metragens que contribuíram para a formação da cultura musical americana. Como When You Wish Upon a Star de Pinóquio (1940), Zip-a-Dee-Doo-Dah da Canção do Sul (1946), Bibbidi-Bobbidi-Boo de Cinderela (1950) , Bella Notte de A Dama e o Vagabundo (1955) e Once Upon a Dream de A Bela Adormecida (1959).
Na época do Renascimento da Disney, os sucessos de Aladdin (1992) e O Rei Leão (1994) estimularam um aumento significativo no número de animações americanas durante o resto da década, com os grandes estúdios de cinema criando divisões de animação como a Fox Animation Studios, Turner Feature Animation, e Warner Bros. Animation para produzir filmes no formato comédia musical da Disney, como Thumbelina (1994), The Swan Princess (1994), Cats Don't Dance (1997), Anastasia (1997), Quest for Camelot (1998), e The King and I (1999), respectivamente.
O legado cultural da Disney é motivo de controvérsias; o estúdio foi normalmente visto como promotor do estilo de vida americano, que eram seguidos por Walt Disney. Na época da morte de Walt, o professor de jornalismo Ralph S. Izard, comentou que os valores nos filmes da Disney são aqueles "considerados valiosos na sociedade cristã americana", que incluem "o individualismo, a decência, o amor pelo próximo, a justiça e a tolerância". Por conta disto, vários estudiosos analisam seus filmes como exemplos do imperialismo cultural americano. John Tomlinson, em seu estudo Cultural Imperialism, examina o trabalho de Ariel Dorfman e Armand Mattelart, cujo livro de 1971 identifica que há "valores imperialistas" escondidos "por trás da fachada inocente e saudável do mundo de Walt Disney"; Este, argumentam, é uma ferramenta poderosa porque "se apresenta como uma diversão inofensiva para o consumo das crianças." O jornalista Bosley Crowther argumentou que a Disney "criou entretenimento para um público quase ilimitado e com uma merchandising altamente engenhosa do seus produtos, pode ser corretamente comparada a uma das industrias mais bem-sucedidas na história".